# Nuit debout
Nuit debout est un ensemble de manifestations sur des places publiques, principalement en France, ayant commencé le 31 mars 2016 à la suite d'une manifestation contre la loi Travail. 
Ce mouvement social est pluriel et cherche à construire une « convergence des luttes ». Sa revendication initiale, le refus de la loi Travail, s'élargit à une contestation plus globale des institutions politiques et du système économique.
Créé à l’issue d’une réunion publique organisée par François Ruffin à l'époque journaliste, le mouvement fonctionne ensuite sans leader ni porte-parole. Il est organisé en commissions et les prises de décisions se font par consensus lors d'assemblées générales, suivant les principes de la démocratie directe.
Le mouvement s'étend sur une centaine de villes, certaines organisant des assemblées quotidiennes. L'affluence aux assemblées baisse à partir de fin mai 2016.

## Déroulement

### Contexte
Le 17 mars 2016, entre 69 000 et 150 000 personnes manifestent en France pour protester contre la loi Travail, à l'appel d'organisations de jeunesse. La contestation prend de l'ampleur le 31 mars 2016 lorsque, soutenues par des syndicats de salariés, les manifestations rassemblent entre 390 000 et 1,2 million de personnes. Cette contestation ne se limite pas au projet de loi, les manifestants se disant surtout « déçus par la gauche ».
Les conséquences sécuritaires des attentats du 13 novembre 2015 font alors pleinement partie du contexte politique en France,.

### Origine

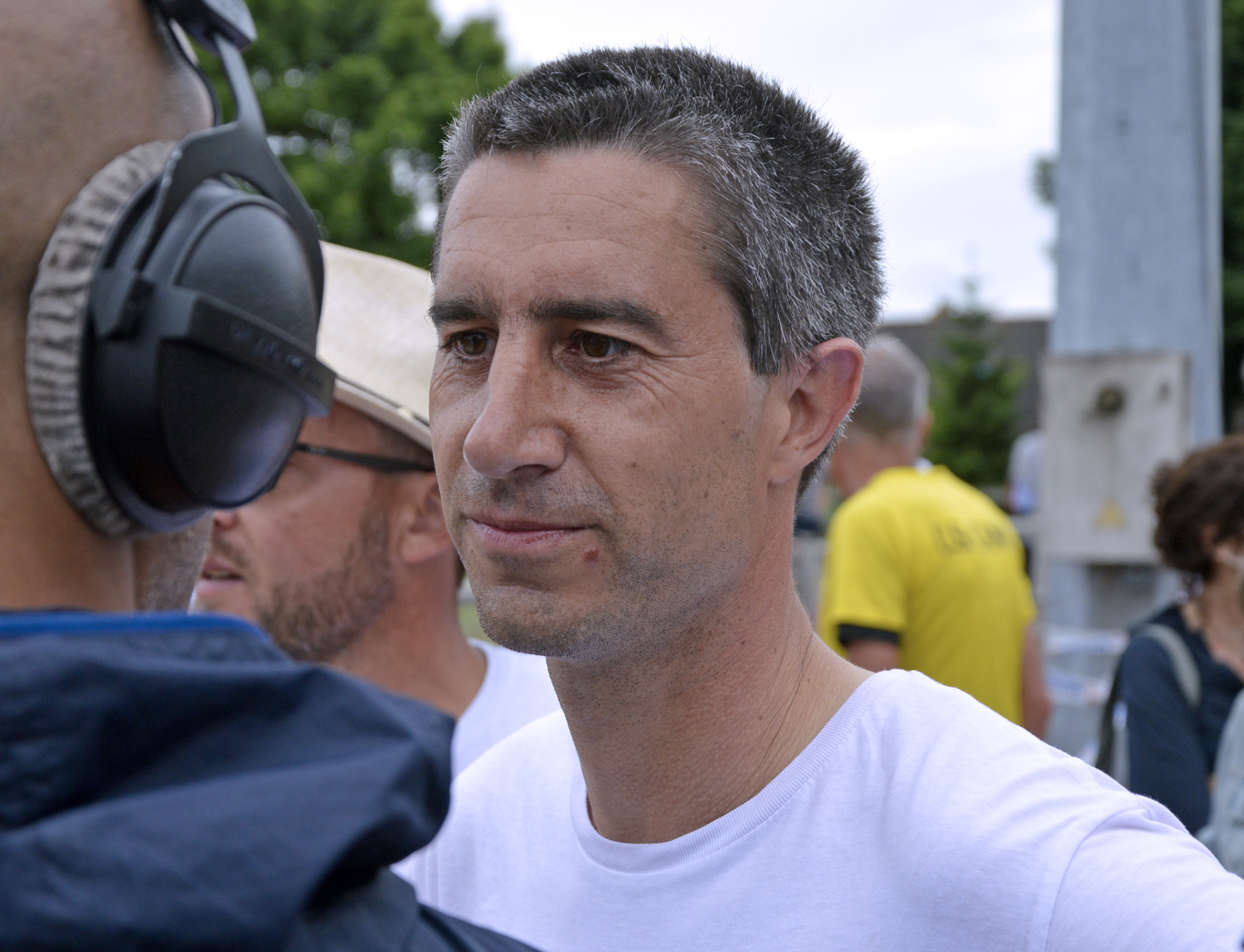
François Ruffin en juin 2017.

Le mouvement tire son origine d'une rencontre publique organisée à la bourse du travail de Paris le 23 février 2016, notamment par François Ruffin, rédacteur en chef du journal de critique sociale Fakir et réalisateur du film alors en salles Merci Patron !, motivée par la « lutte contre l'oligarchie ». Cette rencontre, baptisée « Leur faire peur » et motivée par les réactions du public au film Merci Patron !, a pour but de faire « converger des luttes dispersées, qu'il s'agisse de celle contre l'aéroport de Notre-Dame-des-Landes, de celle des ouvriers de Goodyear, de celle des profs contre la réforme des collèges, etc. ».
Après la manifestation du 31 mars, le mouvement occupe la place de la République.
Le « collectif de pilotage », une quinzaine de personnes, réunit Johanna Silva du journal Fakir, Loïc Canitrot, intermittent de la compagnie Jolie Môme, Leïla Chaibi du Collectif Jeudi noir et adhérente du Parti de gauche (PG), une syndicaliste d’Air France également au PG, un membre de l'association Les Engraineurs, ou encore un étudiant à Sciences Po, l’économiste atterré Thomas Coutrot et Nicolas Galepides de Sud-PTT,,.
Le collectif refuse d’établir une plateforme revendicative mais dénonce « des réformes de plus en plus rétrogrades », un « déni démocratique » et lance un appel pour construire un « projet politique ambitieux, progressiste et émancipateur ». Une cagnotte lancée sur Internet récolte 3 000 euros. L’association Droit au logement offre son aide, notamment juridique et pratique et tente d'encadrer la place, l’organisation altermondialiste Attac et l'union syndicale Solidaires se joignent également au collectif, bien qu'étant organisations politisées d'encadrement habituel des mouvements sociaux. 
C'est l'économiste Frédéric Lordon qui est sollicité par le collectif d'initiative pour ouvrir cette première nuit parisienne du 31 mars. Il y prononce un discours, notamment sur la convergence des luttes,, qui se conclut ainsi : « Apportons-leur la catastrophe. » Lors de ses différentes prises de parole, Frédéric Lordon expose ses idées, telle celle d’un mouvement social généralisé à tous les secteurs de la société, idée développée notamment dans un article publié dans Le Monde diplomatique de mars 2016, intitulé « Pour la république sociale »,.
Ainsi naît le mouvement, présenté comme citoyen et pacifique. Mais le collectif se reconnaît rapidement « dépassé » par le succès et l’ampleur de la mobilisation et passe la main à un mouvement horizontal et qui n’a pas de représentant.

### Occupations

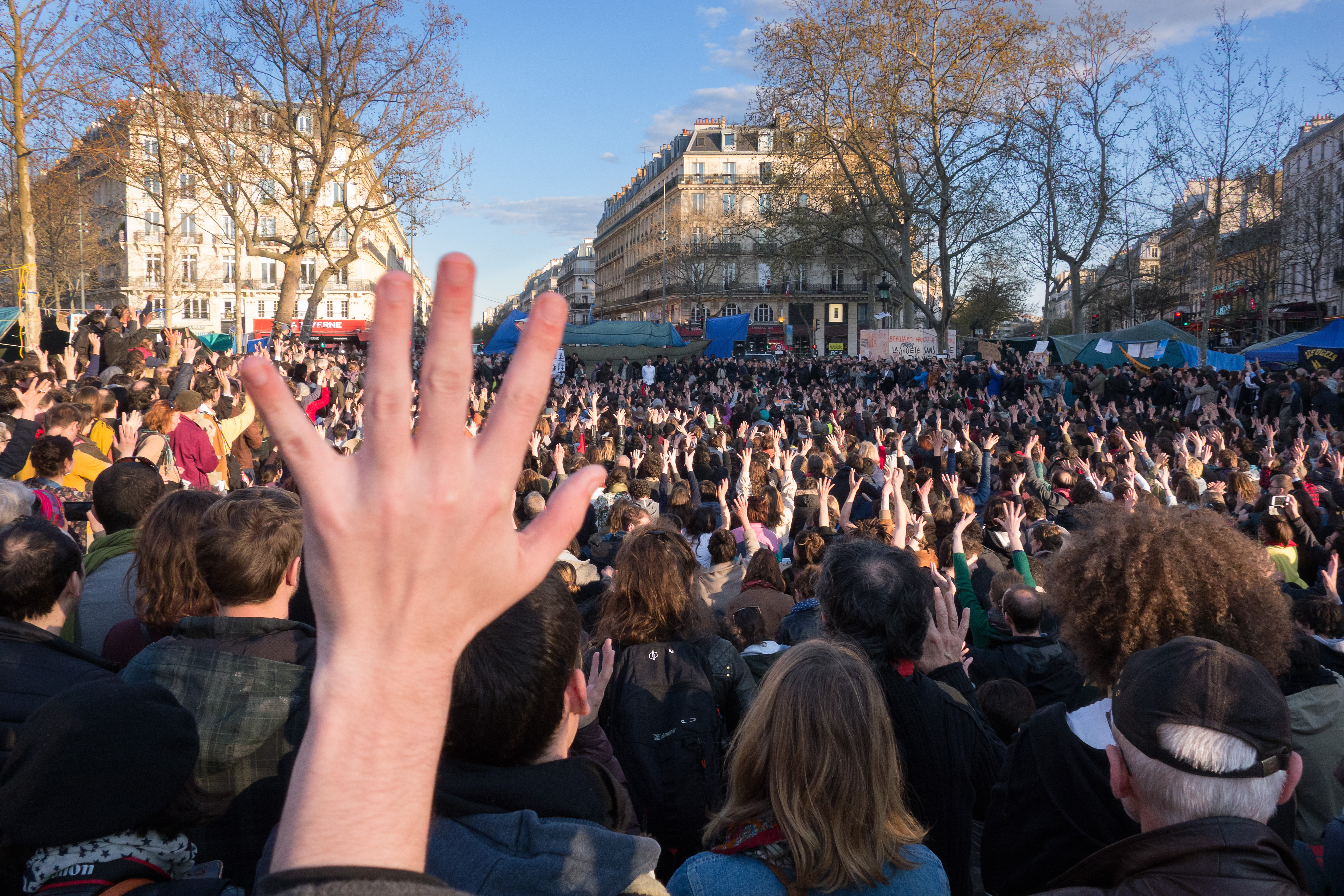
Paris, place de la République, 10 avril 2016.

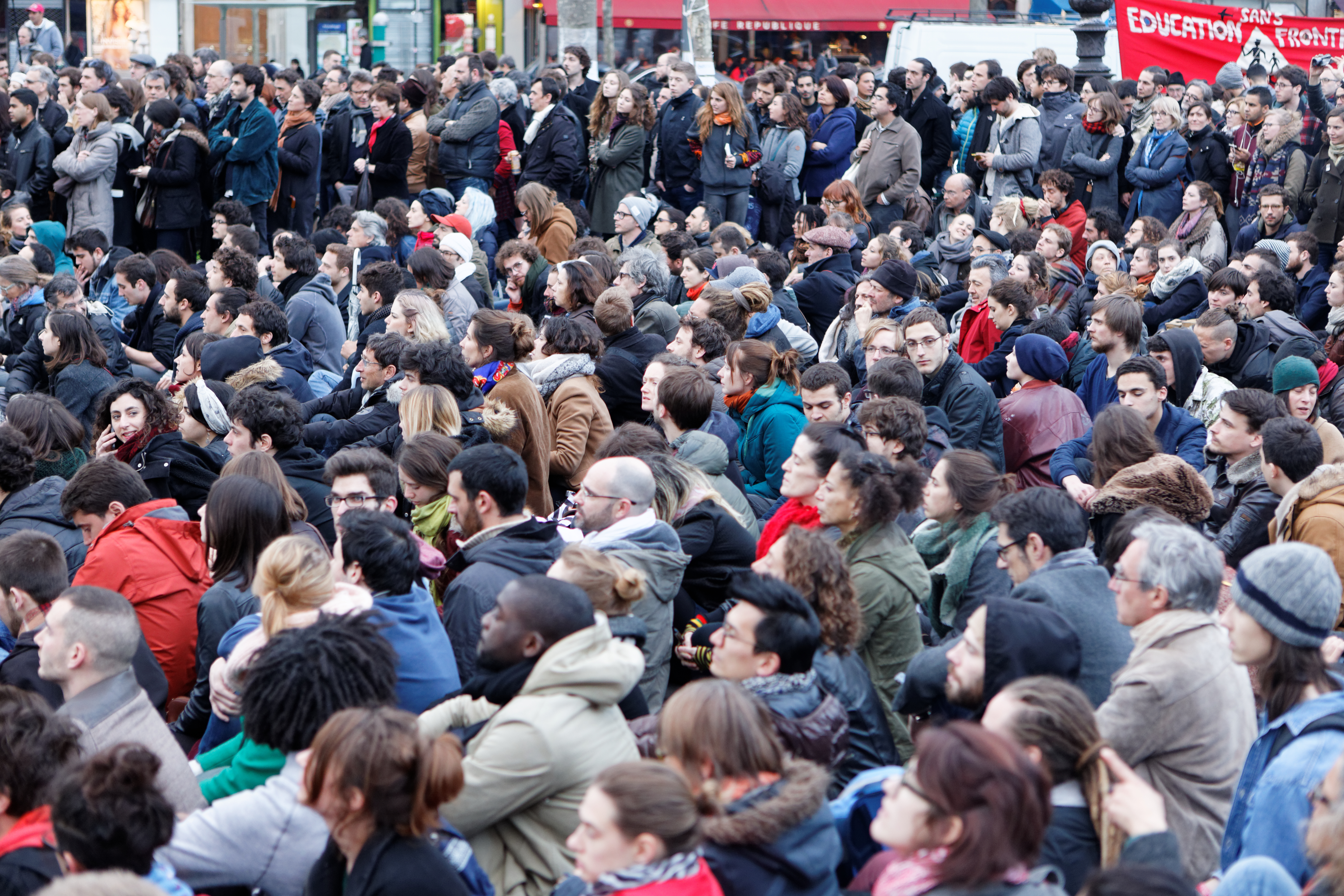
Paris, place de la République, 11 avril 2016.

Des structures s'organisent progressivement à Paris pour tenir la place de la République le plus longtemps possible : accueil, infirmerie, cantine, nettoyage, campement.
Des rencontres s'opèrent entre les participants de profils divers (étudiants, ouvriers, précaires, chômeurs, universitaires, migrants),. 
Différentes formations politiques se joignent au mouvement, mais la récupération politique semble discrète,. Olivier Besancenot, ancien porte-parole du Nouveau Parti anticapitaliste, et Julien Bayou, porte-parole d'Europe Écologie Les Verts (qui y convie même Yanis Varoufakis), viennent régulièrement participer à Paris, mais en leur nom propre, pas au nom de leurs partis politiques. 
Le mouvement se répand dès le 5 avril dans plusieurs villes de France,, puis continue à croître. Toutefois, il peine dans un premier temps à s’étendre en banlieue. Les premiers jours, quelques habitants de Seine-Saint-Denis participent au rassemblement de Paris avant que des Nuits debout ne soient organisées à Montreuil, Saint-Denis, Saint-Ouen et Marne-la-Vallée.
Le 8 avril, le mouvement s'exporte en France d'outre-mer à Saint-Denis (La Réunion). À cette date, en comptant les mouvements réguliers, mais aussi les initiatives irrégulières liées au mouvement, le journal Ouest-France relève plus de cinquante villes concernées.
Lors de la seconde semaine d'occupation à Paris se posent les questions de la structuration du mouvement ainsi que de la précision de ses objectifs. Le 12 avril, lors d'un débat public, l’anthropologue David Graeber et l'économiste Frédéric Lordon s’interrogent sur les relations entre démocratie horizontale et diagonale nécessitant d'organiser des « débats stratégiques » pour éviter que le mouvement ne tombe dans une « dynamique nombriliste et régressive ». Frédéric Lordon précise que « les porte-parole ne [lui] posent aucun problème s’ils sont élus, mandatés, contrôlés et révocables »,,.

### Mobilisation contre la «loi Travail»
Initialement formé dans un contexte de mobilisation contre la loi Travail, le mouvement aborde des sujets nombreux. François Ruffin et Frédéric Lordon demandent, le soir du 9 avril, que le retrait du projet de loi redevienne un objectif clair du mouvement. Frédéric Lordon explique que Nuit debout « a besoin d'objectifs et de victoires intermédiaires. »
Le 20 avril, une assemblée est convoquée par le journal Fakir et le collectif Convergence des luttes, à l’origine de Nuit debout, pour tenter de définir « l’étape d’après ». Un rapprochement avec les syndicats opposés à la Loi Travail est proposée pour les manifestations du 1er mai « un moment d’unité, de combativité et de fraternité. Il s’agit là d’un geste symbolique, voire historique. Seule cette jonction est en mesure, aujourd’hui, de faire peur à l’oligarchie, et de faire reculer le pouvoir ». Aucun consensus ne se dégage sur cette proposition,,. Finalement, une motion est approuvée par les assemblées des 22 et 23 avril appelant ces syndicats à participer à des débats communs les 28 avril et 1er mai pour « faire le point sur [leurs] accords et désaccords ».
Le 28 avril à Paris, une première jonction est réalisée avec les syndicats. Philippe Martinez, secrétaire général de la CGT, ainsi que des membres de l'Union syndicale Solidaires et de la CNT, prennent la parole lors de l'assemblée populaire. Des appels à la grève reconductible sont lancés, sans plus de précisions,,.
Le même jour à Dijon, peu avant 9h du matin, une vingtaine de manifestants de Nuit debout Dijon investissent le Conseil régional de Bourgogne-Franche-Comté afin de protester contre le projet de loi El Khomri. Ils demandent à prendre la parole. La présidente de région, Marie-Guite Dufay, refuse et suspend la séance une vingtaine de minutes, le temps que la police fasse évacuer calmement les manifestants, malgré des tensions entre les conseillers régionaux FN et les militants de Nuit debout.
Le matin du 3 mai 2016, jour de l'ouverture des débats sur le projet de loi El Khomri à l'Assemblée Nationale, une centaine de participants de Nuit debout bloquent le pont de la Concorde par un sit-in - le pont étant situé en face de l'Assemblée. Un peu plus tard dans la matinée, les manifestants libèrent le pont afin de laisser passer la circulation, et se rapprochent des grilles de l'Assemblée nationale. Ils sont rapidement délogés de là par des CRS.
La majorité parlementaire nécessaire pour faire voter la Loi Travail n'étant pas assurée, le Premier Ministre Manuel Valls décide, le 10 mai 2016, de la faire passer en utilisant l'article 49-3 de la Constitution. Dans l'après-midi, plusieurs centaines de manifestants, dont ceux de Nuit debout, viennent occuper le pont de la Concorde, face à l'Assemblée nationale. Dans plusieurs villes — notamment Lyon, Toulouse, Montpellier, Grenoble et Nantes — des manifestations spontanées se mettent en place. Dans d'autres villes, comme à Chalon-sur-Saône, où les rassemblements de Nuit debout ne sont pas forcément quotidiens, des « Nuits debout exceptionnelles » se prévoient pour le soir même. À Paris et Toulouse se produisent des heurts entre les manifestants et la police. 
Le mouvement parisien envoie un communiqué qui déclare : « Ce déni de démocratie après un mouvement social qui a regroupé des centaines de milliers de personnes dans la rue, dans les entreprises, les universités, les lycées et sur les places de France est une insulte au peuple de ce pays » [...] Cette loi « serait un recul sans précédent des droits des travailleuses et des travailleurs en France, un retour au XIXe siècle » [...] les militants répondront « par tous les moyens légitimes en proportion au mépris affiché », et appellent à la mobilisation « contre cette dernière attaque contre nos droits sociaux et notre démocratie »,.
Fin mai 2016, des opposants à la Loi Travail bloquent les huit raffineries de pétrole de France métropolitaine et plusieurs dépôts de carburant. Les membres de Nuit debout Lorient y participent activement, en tenant la barricade du port de pêche de Lorient - troisième barricade du dispositif de blocage du dépôt de carburant de Lorient. De plus, ils assurent un petit service médical contre les blessures qui peuvent survenir au cours des manifestations, notamment celles liées au gaz lacrymogène.

### Manifestations ponctuelles
Manifestations spontanées
Dans la nuit du samedi 9 avril, plusieurs centaines de participants ont décidé de « prendre l'apéro chez Valls » et sont partis en manifestation spontanée vers le domicile parisien du chef du gouvernement,.
Le 14 avril, à la suite d'une émission de télévision à laquelle participait François Hollande retransmise place de la République, 300 manifestants tentent de converger vers l'Élysée et sont détournés par les forces de l'ordre.
Occupation d'enseignes commerciales
Le 20 avril 2016, des manifestants occupent une agence de la BNP Paribas à Toulouse, puis continuent leur manifestation théâtre de la Cité TNT après avoir été évacués par la police.
Le 23 avril 2016, une quarantaine de manifestants du mouvement grenoblois investissent un hypermarché Carrefour, afin d'y faire un pique-nique en se servant dans les rayons. Avec diplomatie, le directeur donne la possibilité aux manifestants d'intervenir au micro du magasin afin de clore la manifestation dans le calme.
Le 3 mai 2016 en soirée, 400 manifestants de Nuit debout de Toulouse occupent le McDonald's pour protester contre l'évasion fiscale et la précarité des employés de la chaîne,.
Le 11 mai, une cinquantaine de participants à Nuit debout Montélimar organisent une distribution de jus de fruit devant une usine de l'entreprise d'emballage Autajon afin de protester contre le PDG, Gérard Autajon, impliqué dans le scandale des Panama Papers et soupçonné d'avoir dissimulé plus de 20 millions d'euros au fisc.
Soutien à d'autres mouvements
Le 25 avril, l'assemblée générale de Paris est délocalisée devant le Théâtre de l'Odéon occupé, depuis la veille, par des intermittents du spectacle,.
Fin-avril, les participants à Nuit debout Montpellier aident les habitants du quartier populaire des Cévennes en établissant une zone à défendre dans le parc de la Colline de Las Rébès, empêchant la mairie de le raser et de construire de nouveaux logements sociaux.
Début septembre, le mouvement relaie l'action de Blockupy et tente de manifester devant le ministère du travail, puis l'assemblée nationale. Sans autorisation de manifester, il est dispersé par la police.
Irruptions en conseil municipal
Le vendredi 29 avril, le Conseil municipal de Clermont-Ferrand est envahi par une vingtaine de militants, qui protestent contre l'interdiction d'ériger des constructions en dur sur la place de Jaude. Après trois heures d'occupation et d’interruptions au mégaphone, le maire Olivier Bianchi doit annuler le conseil municipal,.
Le 9 mai, une quinzaine de manifestants de Nuit debout Poitiers investissent l'Hôtel de ville de Poitiers pendant une séance du conseil municipal,. Une fois la délibération prévue à l'ordre du jour adoptée, le député-maire Alain Claeys accepte de donner la parole aux manifestants,. Le groupe a débattu dans le calme sur différents sujets,.
École des Beaux-Arts à Paris
Plusieurs manifestants parisiens ont occupé l'École des beaux arts le jeudi 12 mai 2016, en rappel symbolique d'une même occupation en mai 68. Ils espèrent une installation pérenne, mais sont évacués le samedi matin. Des portes ont alors été fracturées dans le but de retirer le drapeau français du toit. Des cannettes abandonnées participeront au blocage du système d'évacuation d'eau pluviale en juillet 2017.
Saint-Nicaise à Rouen
À partir du 5 mai, à Rouen, les manifestants de Nuit debout occupent l'église désacralisée Saint-Nicaise. Jusqu'en 2014 le Secours catholique y distribuait des repas dans ce lieu historiquement destiné à la charité envers les pauvres. L'église a été fermée pour des raisons de sécurité à cause du délabrement, et la mairie de Rouen veut la vendre. Les participants de Nuit debout s'y installent pour nettoyer le sol et consolider les parties fragiles ainsi que les œuvres d'art. Leur revendication est que les habitants du quartier soient consultés sur l'avenir de l'édifice, (vente ou rénovation). Ils demandent également l'expertise d'un conservateur de patrimoine pour savoir s'il serait encore possible de continuer à l'utiliser pour distribuer des œuvres de charité. Ils en sont expulsés le 6 juin.

### Incidents

#### Violences et dégâts
Dans les nuits des 14 et 15 avril, des débordements poussent les CRS à disperser des « casseurs », qui occasionnent alors des dégâts, notamment sur des établissements bancaires. Le préfet de police de Paris déplore la présence de « petits groupes violents » et de manifestations non autorisées.
Ces débordements sont évoqués, le 16 avril, lors de l'assemblée populaire qui approuve largement un projet de communiqué de presse qui précise que « Céder à la violence est contre-productif et fragilise le mouvement. S'attaquer à des biens privés qui n'ont aucune portée symbolique jette un discrédit » tout en dénonçant la responsabilité de ces dérapages sur les « provocations policières incessantes [...] C'est une stratégie délibérée pour discréditer Nuit debout ».
Le 18 avril, après deux jours sans constater de violence ni de dégradation, la préfecture de police indique dans un communiqué que les organisateurs de Nuit debout « ont pris acte de [ses] demandes et mis en œuvre les dispositions nécessaires » pour éviter de futurs débordements,.
Lors de la nuit du vendredi 22 au samedi 23 avril, divers incidents[précision nécessaire] provoquent des dégâts, notamment une voiture en feu.
Le dimanche 24 avril, une « journée thématique » est organisée place de la République sur le thème de la violence.
Dans la nuit du 28 au 29 avril, des manifestants, qui voulaient occuper le lieu en construisant « en dur », sont évacués de façon « très musclée » de la place de la République par les forces de police qui utilisent des grenades et des flashballs,,. Plusieurs manifestants sont frappés à coups de poing alors qu'ils n'opposent aucune résistance et sont déjà menottés,.
Le 1er mai, à la suite d'incidents lors du défilé, la police demande la dispersion de Nuit debout puis évacue 600 personnes de la place. À la suite de cela, un arrêté de la préfecture de police durcit les conditions de rassemblement.

#### Visite d'Alain Finkielkraut
Le 16 avril 2016, l'essayiste Alain Finkielkraut assiste à plusieurs prises de paroles lors de l'assemblée générale de Nuit debout, avant de faire un tour de plusieurs stands de la manifestation. Puis, s'éloignant de l'assemblée populaire, il est pris à partie par une quinzaine de manifestants du Mouvement jeunes communistes de France (MJCF), qui le huent et l'insultent, ce à quoi il répond par des insultes,. Des membres de la commission Accueil et Sérénité de Nuit debout s'interposent entre les protagonistes, et escortent Alain Finkielkraut alors qu'il quitte les lieux, malgré le fait que d'autres manifestants tentent de le convaincre de rester.
Alain Finkielkraut dénonce avoir « été expulsé d'une place où doivent régner la démocratie et le pluralisme », expulsion d'ailleurs revendiquée par le MJCF, tandis que deux des manifestants qui l'ont escorté affirment ne pas l'avoir contraint à partir.
Cet événement est largement commenté dans la classe politique française, notamment de la part de la droite qui dénonce ce qu'elle identifie comme « l'intolérance » du mouvement Nuit debout, ainsi que par de nombreux éditorialistes et journalistes qui le qualifient d'« expulsion ». L'association de critique des médias Acrimed qualifie le traitement médiatique de cet incident d'emballement disproportionné et biaisé, basé sur des informations non vérifiées et souvent sur la seule version des faits de l'essayiste.

#### Violences contre Nuit debout
Le soir du 22 avril 2016 à Lyon, des membres du groupe d'extrême-droite GUD ont attaqué deux participants à la Nuit debout de Lyon, qui s'étaient isolés à l'écart de la Place Guichard. Les assaillants auraient fui face à l'intervention d'une trentaine d'autres participants à la Nuit debout.
Le même soir, également Place Guichard, des membres du groupe monarchiste Action française, en état d'ébriété, commencent à endommager les installations de Nuit debout, avant que des policiers ne les arrêtent.
Le soir du 28 avril à Paris, à 1h10 du matin, des CRS évacuent de force la Place de la République, après avoir essuyé des jets de projectiles,. Après 1h30 du matin, les CRS décident de disperser les derniers individus présents sur la place. Au vu des oppositions violentes, les CRS décident de charger les derniers manifestants. Les policiers frappent alors plusieurs d'entre-eux au visage, alors qu'ils sont menottés et qu'ils n'opposent plus de résistance,. Le réalisateur Matthieu Bareyre et son preneur de son, qui ont filmé - puis diffusé - une vidéo des faits, sont également pris à partie physiquement et verbalement par les policiers,.

#### Expulsion des veilleurs
Le 8 juin 2016, les Veilleurs tentent d'organiser une veillée place de la République sur le thème du travail avec Joseph Thouvenel (Vice-Président de la CFTC). Ils sont mal accueillis et finissent par être expulsés par les partisans de Nuit debout sous les insultes et les jets de projectiles. Ils entament alors leur veillée au quai de Valmy, mais sont violemment pris à partie et chassés par des activistes antifa se réclamant de Nuit debout (certains armés de battes de baseball et de barres de fer,). Ces mêmes activistes agressent des journalistes qui couvraient l'évènement. Après s'être regroupés rue de la Fontaine au Roy, ils sont une nouvelle fois agressés par ces activistes qui les chassent de nouveau. Ils terminent leur veillée place du Palais-Bourbon. Plusieurs personnes sont blessées parmi les Veilleurs et il y a quelques dégâts matériels,.

### Baisse d'affluence
Fin mai, une baisse significative d'affluence aux assemblées est remarquée dans toute la France, certains participants préférant se concentrer sur les manifestations contre la loi travail, ou simplement démotivés en période de partiels et de météo pluvieuse.
Certaines Nuits debout recherchent des parades à cela. Ainsi, à Lyon, le mouvement ne se contente plus de l'occupation systématique de la Place Guichard la nuit, mais organise aussi des actions et des débats en pleine journée sur d'autres places de la ville. Ou, en Ariège, la concentration des différentes Nuits debout à Foix relance localement le mouvement.
Fin juin, l'assemblée générale parisienne ne réunit plus qu'une « poignée de personnes ». Les participants s'interrogent sur une possible suite de Nuit debout sous une autre forme,. La mobilisation contre la loi travail prenant fin, celle contre le projet d'aéroport Notre-Dame-des-Landes est citée comme un nouvel objectif possible.
Pendant deux mois estivaux le mouvement semble retombé, même si certains participants militent dans différentes ZAD.

### Retour occasionnel
Depuis, il arrive qu'à l'occasion de certains événements, un rassemblement Nuit debout se mette en place.
Fin août et début septembre 2016, différentes villes organisent une « rentrée »,. Nuit debout Paris met en place un programme sur cinq jours,.
Le 19 février 2017, en réaction à des affaires de corruption (affaire Fillon, manifestations en Roumanie), plusieurs dizaines de villes organisent des rassemblements,.
À l'occasion du premier anniversaire du mouvement, des Nuit debout sont organisées sur la Place de la République à Paris, chaque nuit du 31 mars au 3 avril. Elles réunissent une cinquantaine de personnes. Une Nuit Debout est également organisée à Lyon, Place Guichard, pour le 8 avril.
Le soir du 26 janvier 2019, à l'occasion de la manifestation nationale « acte 11 » des Gilets jaunes, les Gilets jaunes présents à Paris avaient prévu de réoccuper la Place de la République au cours d'une « Nuit Jaune », basée sur le modèle de Nuit Debout. La Nuit Jaune ne se produit cependant pas, car si des manifestants s'assemblent bien Place de la République vers 17h, la place est évacuée par la police avant 22h, avec du gaz lacrymogène, des grenades de désencerclement et un canon à eau. Une deuxième Nuit Jaune a lieu le soir du 2 février, pour l'« acte 12 ». A Paris, elle réunit un faible nombre de personnes, malgré la manifestation qui avait eu lieu à Paris durant l'après-midi. D'autres Nuits Jaunes sont organisées dans d'autres villes de France, et sont interdites à Rouen et au Havre.

## Analyses et réactions

### Comparaisons
Ces occupations de places publiques peuvent évoquer l'Agora grecque,. Elles évoquent aussi celles de la Puerta del Sol à Madrid par le Mouvement des Indignés (2011), de la place Syntagma à Athènes par la « Génération des 700 euros », les actions du mouvement Occupy aux États-Unis ou encore selon Yves Sintomer des mobilisations telles que celles des parapluies de Hongkong ou des tournesols à Taiwan.
L'appel à la grève générale et l'implication des jeunes et des étudiants dans le mouvement rappellent Mai 68 à certains. Cette comparaison est cependant critiquée, les deux mouvements se déroulant dans des contextes économiques et politiques différents.

### Analyses
L’intérêt du public envers Nuit debout est interprété comme un désaveu envers la classe politique traditionnelle,, mais aussi comme un signe de repolitisation.
L'organisation horizontale du mouvement est parfois perçue comme une force,, mais aussi comme un manque de réalisme face à l'ambition des revendications.
Selon le politologue Thomas Guénolé, l'occupation de la Place de la République par Nuit debout applique d'une part le concept de « zone autonome temporaire » du poète américain Hakim Bey et d'autre part les méthodes de démocratie délibérative théorisées par Jürgen Habermas.
Le politologue Gaël Brustier déclare : « On peut sans doute dire que Nuit debout est le premier mouvement social post-marxiste. » Il explique le rejet de Nuit debout par la plupart de la droite et de l'extrême-droite ainsi : « La figure du “bobo” est devenue une figure répulsive au fil des années à droite et à l’extrême droite. La droite et l’extrême droite surfent dessus pour en faire un épouvantail afin d’effrayer et de mobiliser leur électorat. L’anti-intellectualisme diffus en France, est paroxystique dès qu’il s’agit de disqualifier des gens “qui ont le temps de parler et ne doivent pas travailler beaucoup”, rengaine désormais habituelle… ».
Selon le sociologue Albert Ogien : « Cette forme d'action politique du rassemblement [l'occupation de places publiques] est devenue une forme reconnue, désormais utilisée comme la grève, la manifestation, le sit-in, l'émeute […] C'est une forme moderne d'action politique, hors partis, hors syndicats, sans chef, sans programme, qui dit « on discute entre citoyens de ce qu'il faut faire » […] et cela est tout à fait nouveau en France,. »
Le mouvement est décrit par le politologue Philippe Marlière comme « antiautoritaire », « d’inspiration libertaire » selon le politologue Yves Sintomer.
Le réalisateur de cinéma, Romain Goupil, ancien militant trotskiste et ancien responsable du service d'ordre de la Ligue communiste, désormais néo-conservateur, analyse l'horizontalité prêtée au mouvement Nuit debout : « Je veux bien continuer à faire semblant de croire qu’il n’y a pas de “direction du mouvement” mais je sais pertinemment par vieille expérience que c’est faux et manipulatoire. La direction est contre “toute direction” pour mieux conserver la “bonne direction” ».
Fin avril 2016, le quotidien conservateur Le Figaro désigne le Monde diplomatique comme étant la matrice idéologique du mouvement.
Dans L'Opinion, journal libéral, Nicolas Beytout, ex-PDG du Groupe Les Échos, dénonce certaines propositions de Nuit debout qu'il qualifie de dangereuses et anti-démocratiques.
Pour l'historien Jean-Louis Margolin, « c’est l’uniformité idéologique de Nuit Debout qui l’a empêché d’apporter une innovation durable ».
Pour Brice Couturier, ce rassemblement de quelques milliers de personnes a été essentiellement un battage médiatique. Il compare la « surexposition médiatique » de ce mouvement « avec l'affligeante pauvreté des propositions qui en émanaient ».
Eugénie Bastié dans le Figaro estime qu'il est « difficile de mesurer la fécondité d'un mouvement qui revendiquait pour principes une absence de centralisation et de leadership ».
Frédéric Lordon estime début septembre que le « feu n’a pas (ou pas encore) pris », mais que l'attention du public sur le mouvement pourrait indiquer que certaines idées ont infusé.

### Réactions politiques
Anne Hidalgo, maire de Paris ne veut pas laisser « privatiser » la place de la République mais tolère cette occupation en se réjouissant de la « vitalité » de la jeunesse parisienne. Elle regrette néanmoins les débordements qui pourraient désavouer l'aspect non-violent de la manifestation.
Diverses personnalités politiques, notamment chez Les Républicains et les élus municipaux socialistes, soulignent les risques encourus, alors que l'état d'urgence est en vigueur, et dénoncent les violences et dégradations liées au mouvement,.
L’extrême gauche soutient très activement le mouvement, tandis que le Front national demande la « dissolution » de Nuit debout.
Le 16 avril 2016, Nuit debout reçoit le soutien et la visite de Yánis Varoufákis, ancien ministre des Finances de Grèce,.
Le 22 avril, Serge Bambara, figure de la deuxième révolution burkinabé, vient à Paris donner son soutien à Nuit debout en France et en Belgique. Il tient un discours devant l'Assemblée générale, dans lequel il ne cesse de dresser des parallèles entre ce mouvement et la révolution à laquelle il a participé.
Le 26 avril, lors d'un discours à Nice, Nicolas Sarkozy déclare que « les gens de Nuit debout n'ont rien dans le cerveau »,. Un mois plus tard, il déclare sur TF1, « La place de la République est occupée on se demande pourquoi. » Le 28 avril, l'ancien premier ministre François Fillon déclare : « Ça suffit, ce qui s'installe dans notre pays ça s'appelle la chienlit ».
Le 28 avril ont lieu des manifestations violentes en France contre la Loi El Khomri,,. À la suite de cela, le député Éric Ciotti demande « l’interdiction des manifestations, l’interdiction de Nuit debout ». Le 29 avril, il lance une pétition pour interdire le mouvement. Le ministre de l'Intérieur Bernard Cazeneuve réagit : « Ceux qui essaient d’instrumentaliser ce contexte à des fins politiques en proposant qu’on interdise tout sont à la fois ignorants du droit et ignorants de ce qu’est l’état d’urgence et ignorants de ce qu’est la République et des principes de liberté qui la guident. »
Selon Jean-Marie Le Guen, secrétaire d'état aux relations avec le Parlement, l'extrême gauche manipule le mouvement.
Le député centriste Jean Lassalle et l'ancienne ministre de droite Nathalie Kosciusko-Morizet, candidats à la présidentielle de 2017, soutiennent le mouvement,.
Le vice-président de la CFTC Joseph Thouvenel, à la suite des violences contre le mouvement des Veilleurs, dénonce le fait que les militants de Nuit debout « fassent régner la terreur en toute impunité dans la capitale » et condamne des pratiques qui, selon lui, « relèvent d'un véritable fascisme rouge ».

### Couverture médiatique
Selon Ugo Morel, « Le refus d’une représentation incarnée du mouvement Nuit debout est le reflet d’une compréhension du fonctionnement médiatique. ».
À la suite de l'« incident Finkielkraut », Laurent Joffrin signe un éditorial dans le journal Libération où il écrit notamment : « Mais, outre qu'il [Alain Finkielkraut] n'a pas demandé à parler ce soir-là, le mouvement Nuit debout n'a-t-il pas bénéficié d'une bienveillance médiatique qui va bien au-delà de son importance numérique ? Dans une majorité de médias — à commencer par Libération qui s'est efforcé encore ce week-end de rendre compte au long des débats tenus dans ces assemblées —, le mouvement a été présenté à juste titre, comme un signe positif de repolitisation civique.»
Le 20 avril, à la Bourse du travail, Frédéric Lordon répond aux réactions suscitées dans la presse par cet incident, notamment nommément à Laurent Joffrin et à Najat Vallaud-Belkacem, et « prévient les médias choqués par l’altercation avec Alain Finkielkraut  : « Nous n’apportons pas la paix. » ».
Pour Frédéric Lordon, l'attention des médias a été, d'abord, bonne de la part de journalistes « représentants typiques de cette jeunesse qu’ils venaient interroger », puis il estime que le ton s'est renversé car le système cherche à éluder la question du capitalisme du débat public.

## Organisation et activités

### Organisation interne

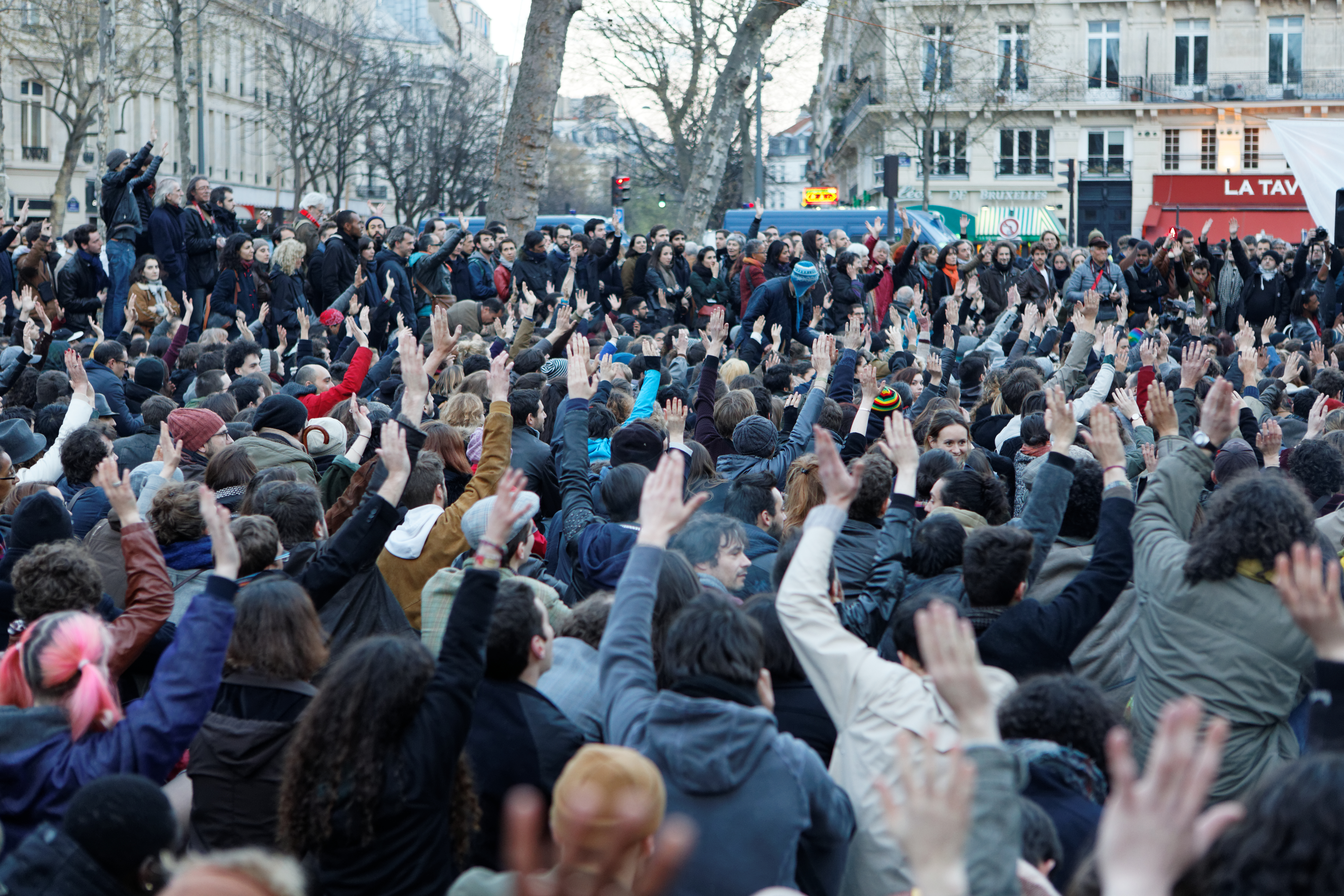
Vote à main levée de l'assemblée générale.

Même si quelques figures se distinguent, les participants ne veulent pas de leader. Ils tiennent des assemblées générales où toutes les décisions sont votées selon le principe de la démocratie directe,. Une gestuelle se met en place pour permettre à l'assemblée de réagir aux prises de paroles (agiter les mains en l'air pour approuver, bras croisés en l'air pour s'opposer et proposer autre chose...). Certaines assemblées générales du mouvement sont traduites simultanément en langue des signes.
Les participants s'organisent en groupes appelés « commissions » pour aborder des sujets précis (commissions thématiques : économie, féminisme, etc.), et pour permettre le bon fonctionnement de la manifestation (commissions structurelles : accueil, infirmerie, etc.),.

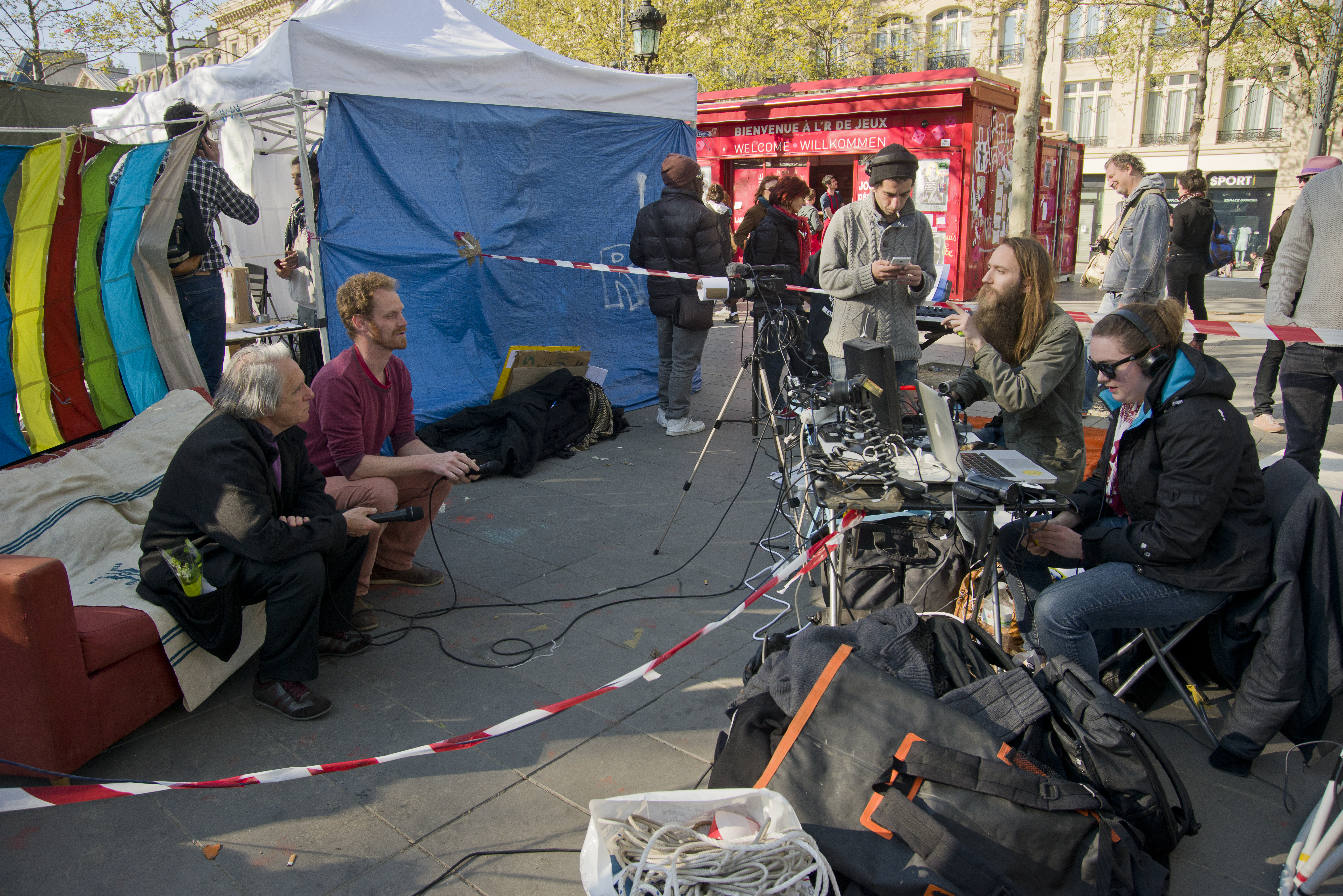
Plateau de tournage de TV Debout.

Nuit debout se méfie des médias traditionnels, et communique grâce à ses propres moyens. Dès la quatrième nuit de mobilisation, les manifestants de la place de la République à Paris ont trouvé un relais important sur Periscope, l'application de partage en direct de vidéos. Au plus fort de l'audience, 80 000 personnes ont suivi les événements. Une « Radio debout » et une « TVDebout » sont ensuite mises en place,.
Décentralisé, le mouvement organise et recense ses initiatives locales sur les réseaux sociaux et sur un wiki dédié. Des commissions numériques permettent la présence du mouvement sur internet.

### Activités

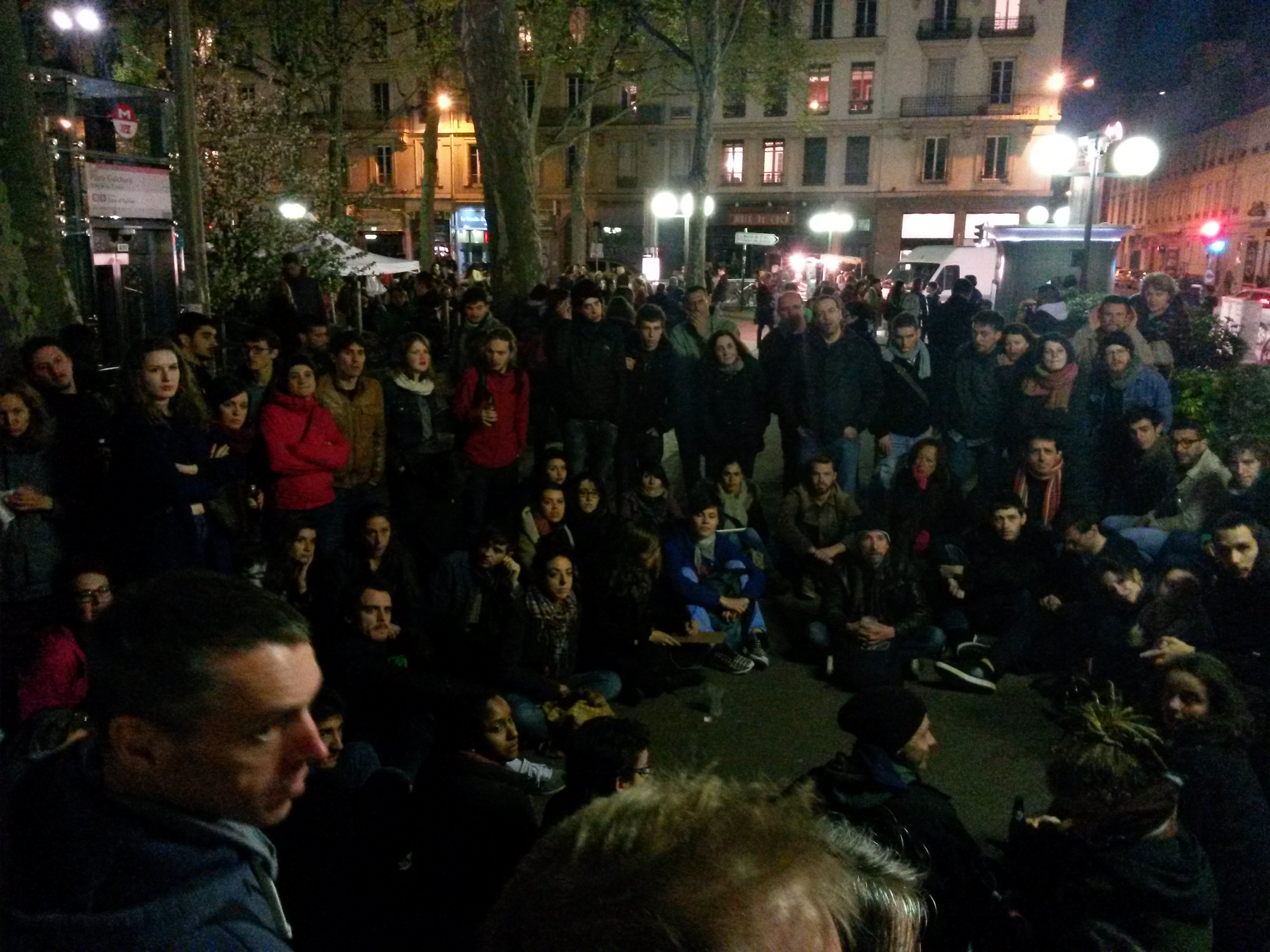
Atelier d'écriture de constitution.

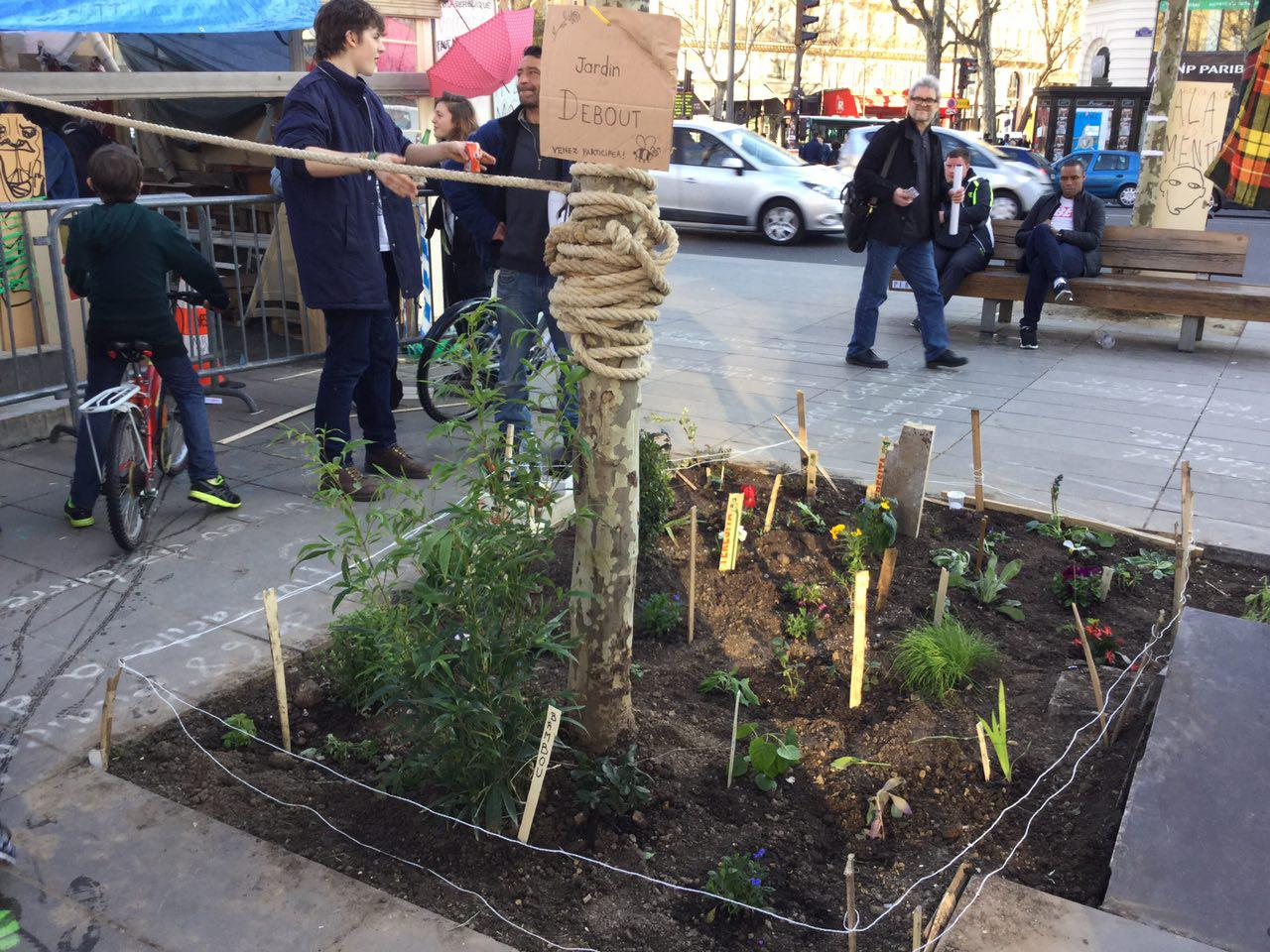
Un potager est créé après avoir ôté des dalles.

Différentes motions sont soumises aux participants lors des assemblées générales sur la place de la République à Paris.
- 1er avril 2016 : se fournir autrement qu'au supermarché. Faire contribuer les AMAP et les producteurs locaux (adopté) ; faire de la place de la République une base d’accueil des réfugiés et mal-logés (adopté) ; faire un système de vote au son (refusé).
- 2 avril : les propositions sont adoptées à 80 % de pour (adopté), organiser une assemblée générale tous les jours sur la place de la République à 18 heures (adopté).
- 5 avril : occupation de la place également la nuit (adopté), déclaration en faveur de la régularisation de tous les sans papiers et condamnation des violences policières (adopté)[173], ajout de la langue des signes dans la constitution (adopté), déménager l'assemblée générale en banlieue une fois par semaine (pas de consensus), diffusion d'un communiqué de presse écrit par la commission « communication international » (adopté).
- 6 avril : après la tentative d'infiltration de militants d'extrême droite le 3 avril, l'assemblée générale examine la question : « Devons-nous interdire la place [de la République] à certaines personnes ? » Après un vote négatif, le débat est repris et se termine sur une absence de consensus.
- 15 avril : discussion autour de l’avenir du mouvement en tant que parti politique (pas de consensus) ; opposition radicale à la déchéance de nationalité pour les « tueurs » et les délinquants fiscaux.
- 25 avril : la commission écologie/climat de Nuit debout (Paris) diffuse un « manifeste pour une démocratie écologique » qui propose des « orientations pour la construction d’un destin commun »[174].

En parallèle des débats et des assemblées générales, diverses activités de sensibilisation ou de loisir sont organisés (concerts, projections, ateliers, bals). Différentes initiatives sont récurrentes : « la cantine » préparant des repas, ou « Biblio debout » encourageant la circulation gratuite et libre de livres,.

### Folklore
La première Nuit debout a eu lieu le 31 mars et les jours suivants sont comptés en restant en mars : « 32 mars », « 33 mars », etc.,
Certains étudiants à l’université Paris VIII, affichent leur soutien à Nuit debout en portant un rectangle rouge, symbolisant à la fois le Code du travail français et le carré rouge qui fut le symbole du mouvement québécois contre la précarisation des conditions d'étude en 2012.
Une partie des participants de Nuit debout se réclame régulièrement de l'héritage de la Commune de Paris.

## Revendications

### Motivations communes
De manière générale, le mouvement a des revendications anticapitalistes, au sens large du terme. 
Pour Cyril Castelliti dans  Libération, « en s’inscrivant comme une alternative au système libéral, le mouvement veut expérimenter une démocratie directe et participative ». 
Pour Annick Cojean dans Le Monde, l’engagement se situe à très long terme et se donne pour objectif de réinventer la démocratie.

### Mouvement hétérogène

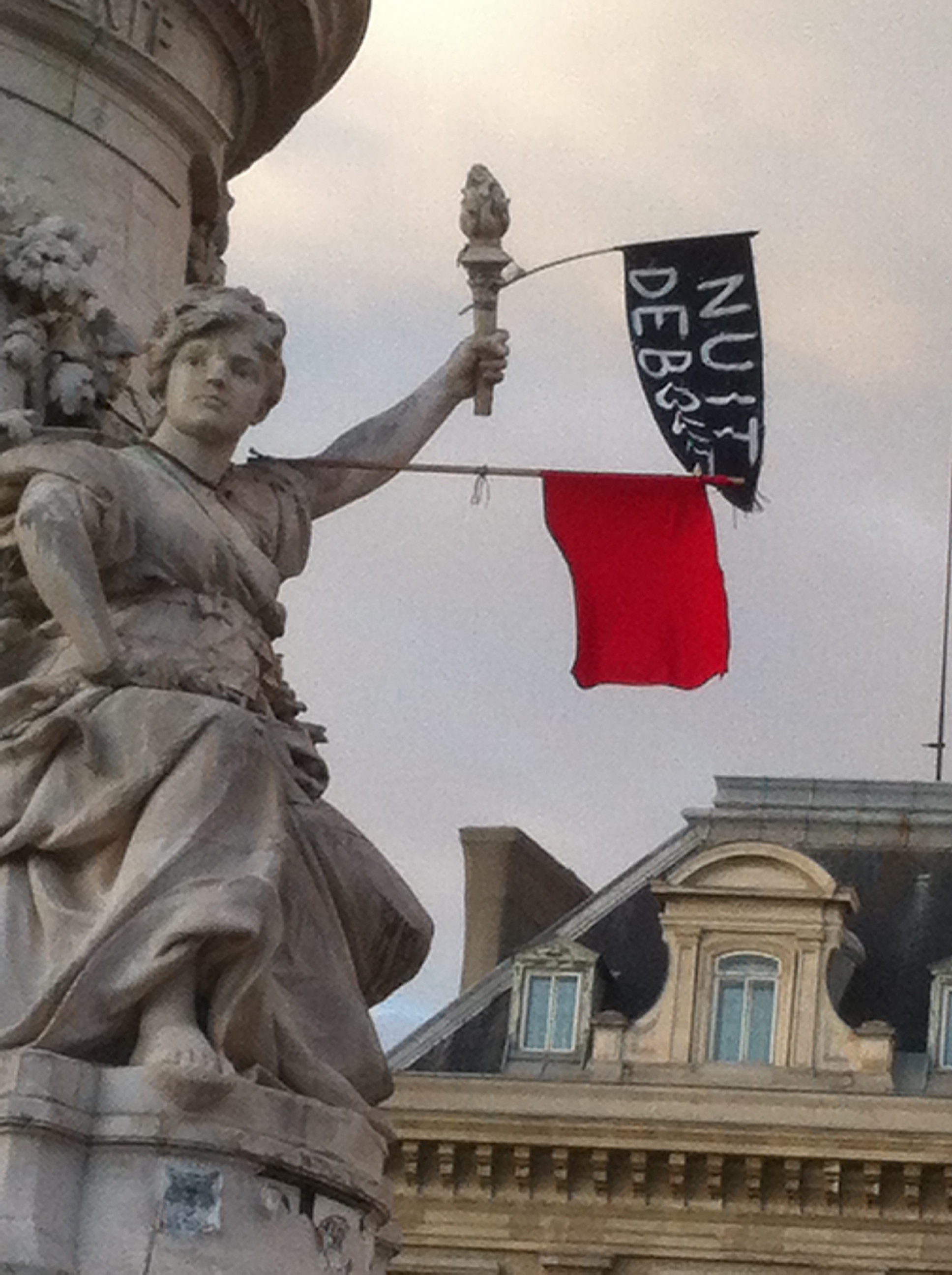
Place de la République à Paris le 31 mars 2016.

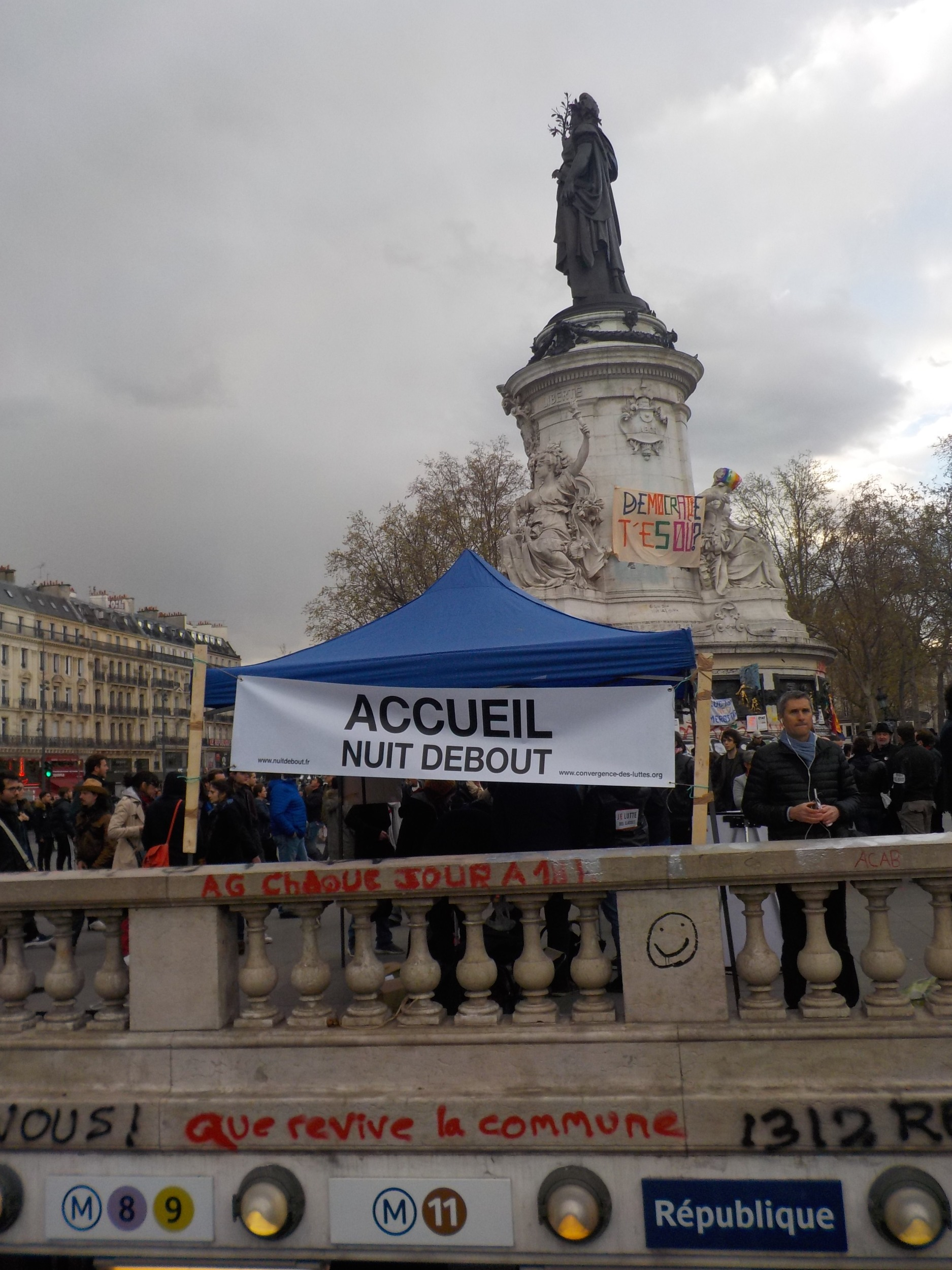
Nuit debout

On assiste à une convergence des luttes de groupes ayant différents objectifs. En effet, après des incidents et quelques affrontements entre des manifestants et des CRS sur des barricades dressées dans le Quartier latin, la nuit du 5 avril 2016, François Ruffin, comme d’autres intervenants, insiste sur la nécessité d'ouvrir le mouvement à toutes les classes sociales et aux personnes non engagées politiquement, à décentraliser la Nuit debout en banlieue, afin d'éviter une radicalisation par l'entre-soi.
Divers sujets sont débattus, sans être nécessairement une revendication représentative de tous les participants. Par exemple :
- politique économique et sociale (salaire à vie[181], revenu de base[168], assurance chômage[168], baisse des hauts revenus[182], plein emploi[181], etc.) ;
- destruction globale de l'économie capitaliste[181] ;
- développement de l'agriculture biologique[176] ;
- meilleure reconnaissance des minorités (LGBT[176] par exemple) ;
- démocratie par tirage au sort[182]
- meilleur engagement de l'État pour l'enseignement scolaire, notamment en banlieue[167] ;
- féminisme (réunions mixtes et non mixtes[183])[168],[184] ;
- accueil des réfugiés et régularisation des sans-papiers[167] ;
- prix libre[168] ;
- partenariat transatlantique de commerce et d'investissement[168] ;
- grève générale[185].

La vocation affichée par Nuit debout est de donner à chaque personne l'occasion de s'exprimer, indépendamment de son opinion, durant son tour de parole à l'aide d'un bâton de pluie. Seuls les propos racistes, sexistes, homophobes ou violents envers les personnes, ne sont pas acceptés lors des rassemblements. Un traitement différent est appliqué pour les propos violents envers des institutions ou des phénomènes économiques. Ainsi des propos violents « contre la mondialisation ou contre les banques » sont tolérés. Dans les faits, cette vocation de parole libre est parfois confrontée à des réactions hostiles, de la part de certains individus refusant d'attendre le tour de parole, ou d'autres marqués à gauche qui insultent des personnalités dont elles estiment que les opinions sont malvenues,.

### Motivations locales
En raison de sa répartition sur le territoire français et de sa volonté d'être plus proche des citoyens et du terrain, plusieurs implantations du mouvement comportent des revendications locales.
Certaines obtiennent un certain soutien national, en étant défendues à l'assemblée générale de Paris. Notamment la lutte pour la zone à défendre contre le projet de construction d'un aéroport à Notre-Dame-des-Landes,, ou la lutte contre la fermeture de l'usine Goodyear d'Amiens et la condamnation de syndicalistes de cette usine pour avoir retenu quelques heures leur patron.
Lors de l'assemblée parisienne du 11 avril, des habitantes et habitants de la zone à défendre contre le projet de construction d'un aéroport à Notre-Dame-des-Landes prennent la parole pour partager quelques questions.
D'autres revendications restent à l'échelle purement locale. On trouvera par exemple, à Dijon, des opposants au bétonnage des terres maraîchères du quartier des Lentillères, à Poitiers en soutien à une famille roumaine ou, à Montpellier, des opposants à la déforestation de l'espace vert de la colline de Las Rébes dans le quartier des Cévennes.

### Refus d'alliance avec certains groupes
Nuit debout se revendique comme en dehors du système politique en place, ainsi aucune alliance claire n'est nouée avec les partis politiques, ni avec les syndicats[réf. souhaitée].
Bien que le mouvement se dise ouvert à tous, « la lutte contre toutes formes de discrimination telles que le sexisme, le racisme et l'homophobie » est une motivation omniprésente, cela amène Nuit debout à refuser le rapprochement avec certains autres groupes, même ceux opposés à la Loi El Khomri.
Début avril, une tentative de noyautage de l'assemblée générale de Nuit debout Paris par le groupuscule Égalité et Réconciliation échoue.
Début juin, Nuit debout Paris rejette la proposition de rapprochement des Veilleurs (mouvement proche de la Manif pour tous), jugeant la position de ces-derniers sur le mariage homosexuel discriminatoire. Plusieurs parallèles sont pourtant faits entre Nuit Debout et le mouvement des Veilleurs, en particulier par le politologue Gaël Brustier. Axel Rokvam, fondateur des Veilleurs, affirme qu’il existe des différences fondamentales de forme et de fond entre les deux mouvements mais reconnaît une « intuition commune que des ordres injustes sont en place » et une volonté d’y répondre par une forme de résistance.

## Ampleur du mouvement
Le 14 avril 2016, plus de 80 villes françaises, 8 villes espagnoles, 9 villes belges, 1 ville allemande (Berlin), 1 ville néerlandaise (Amsterdam), 1 ville portugaise (Lisbonne), et 1 ville taïwanaise (Taichung) sont concernées.

### En France

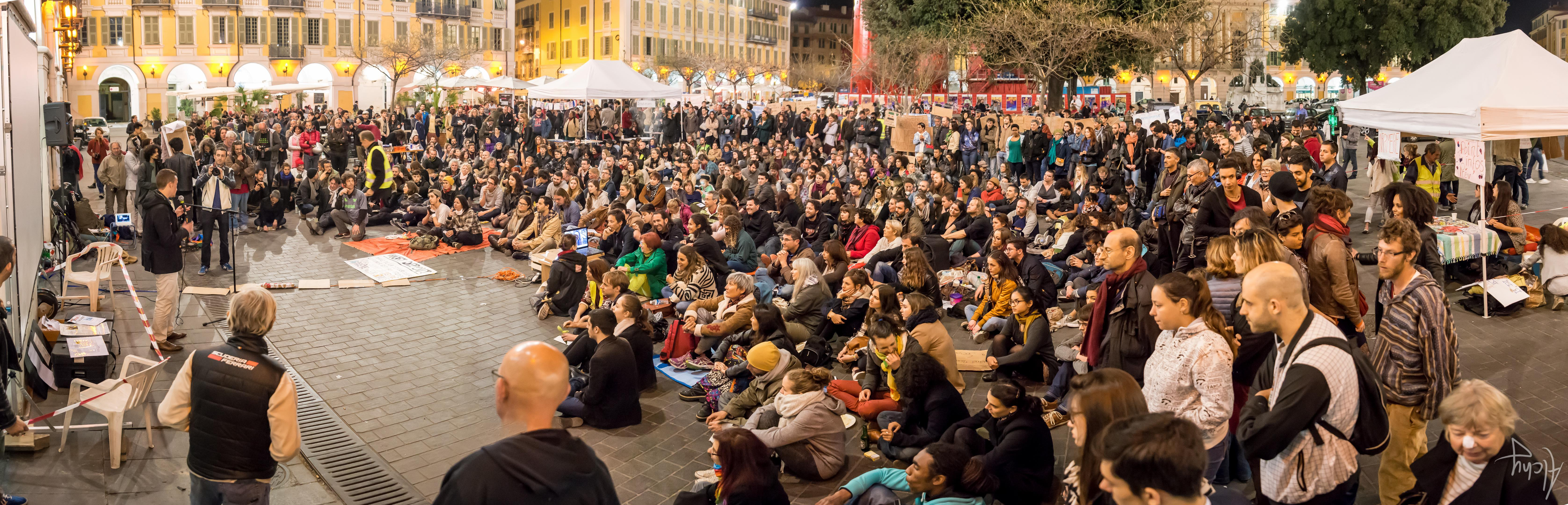
Assemblée générale à Nice le 15 avril 2016.

Le mouvement est représenté dans toute la France, notamment à partir du 5 avril. Soixante villes sont concernées le samedi 9 avril.
Les assemblées sont quotidiennes à Paris, et rassemblent des milliers de participants chaque soir début avril. Elles regroupent quotidiennement des centaines de personnes à Lyon.
En tout, 140 villes en France ont organisé des rassemblements Nuit Debout.

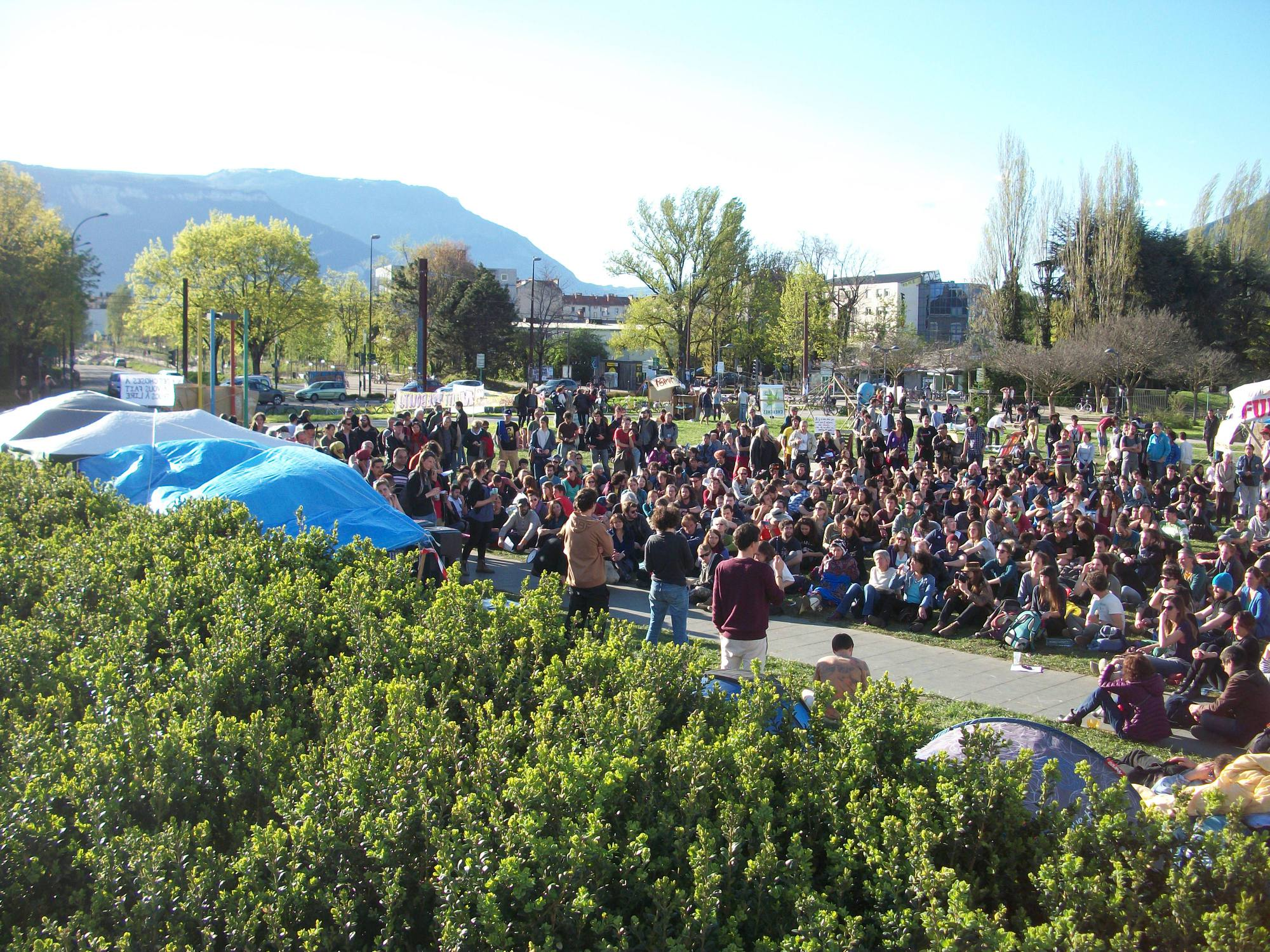
À Grenoble.
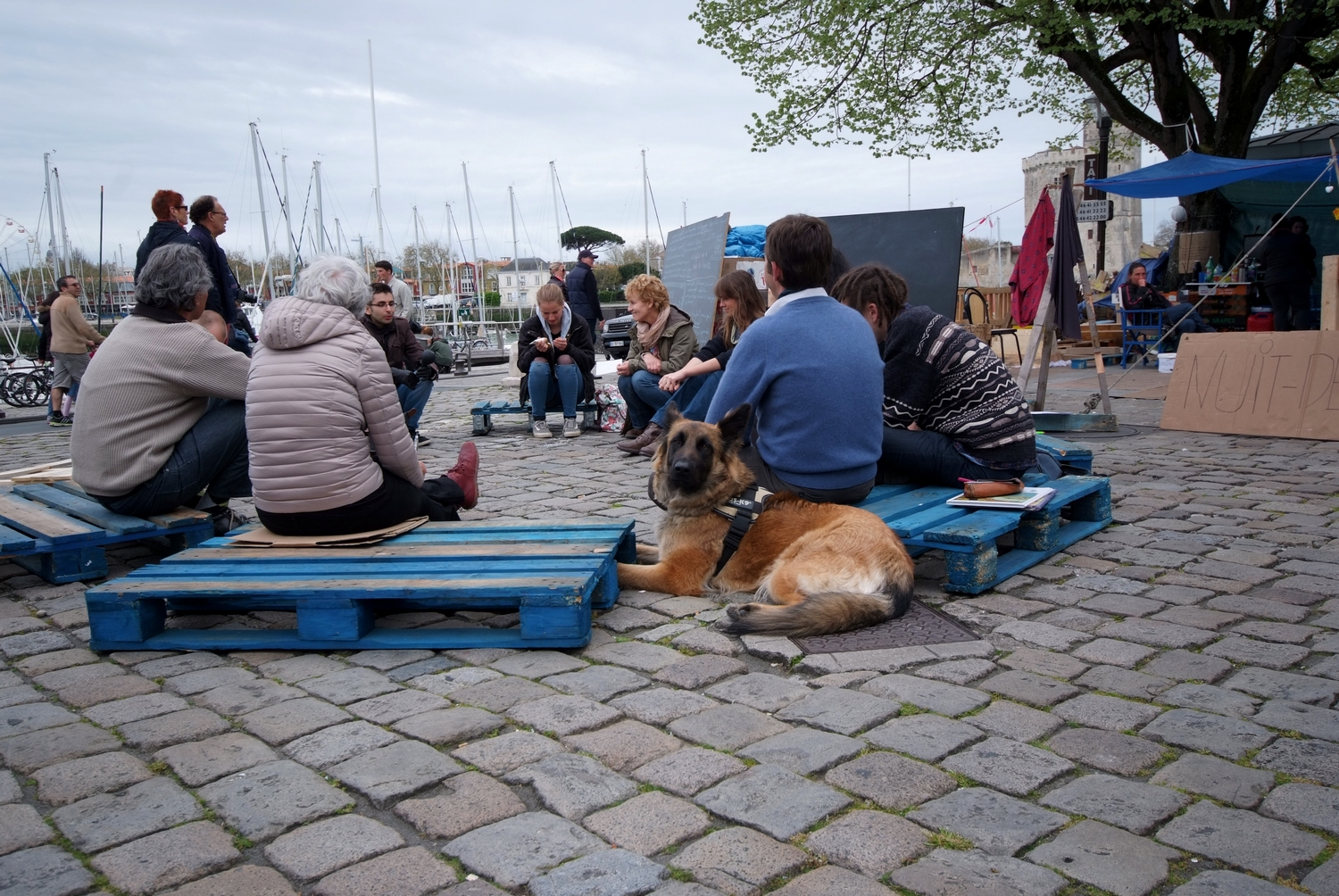
À La Rochelle.
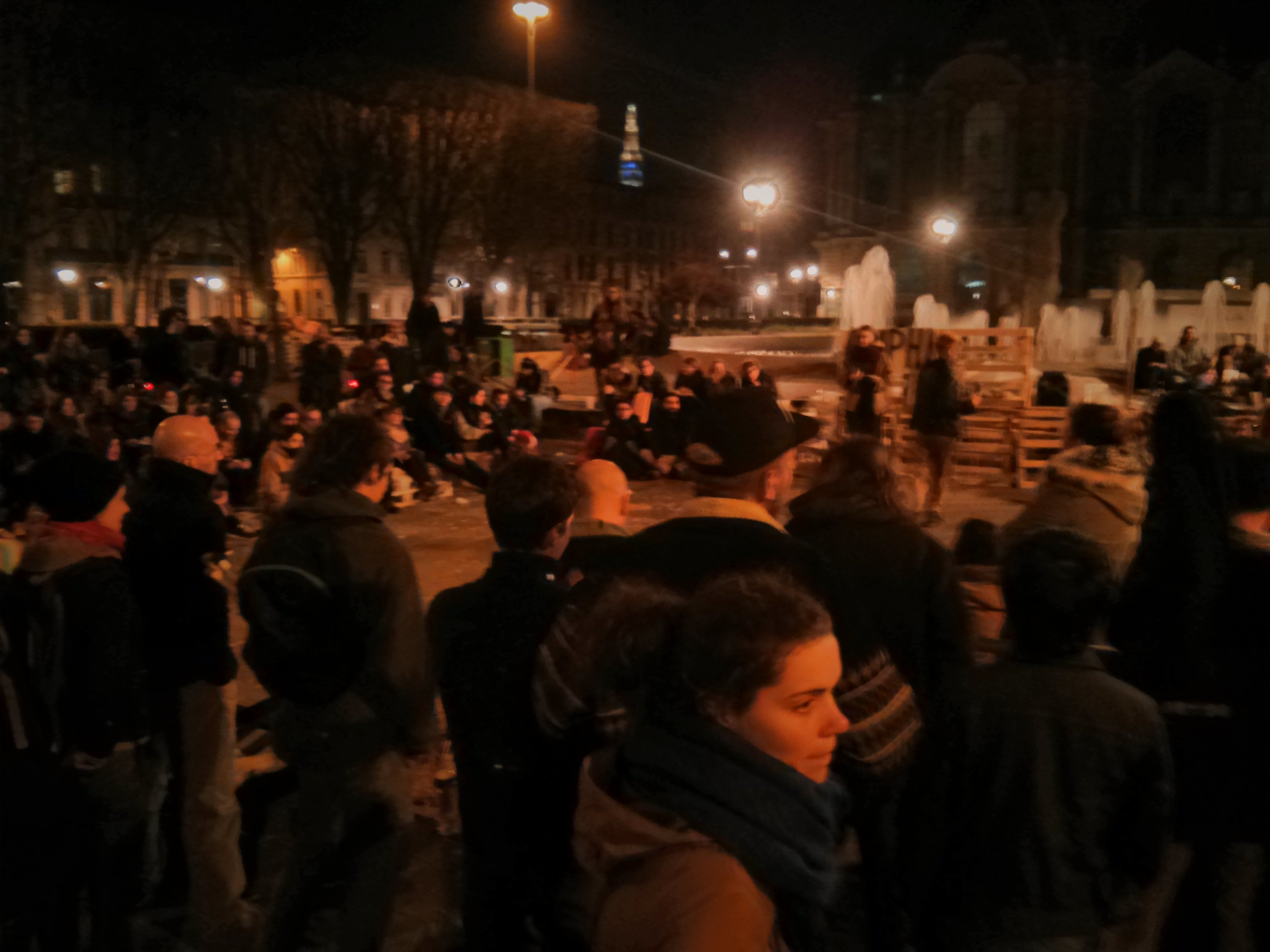
À Lille.
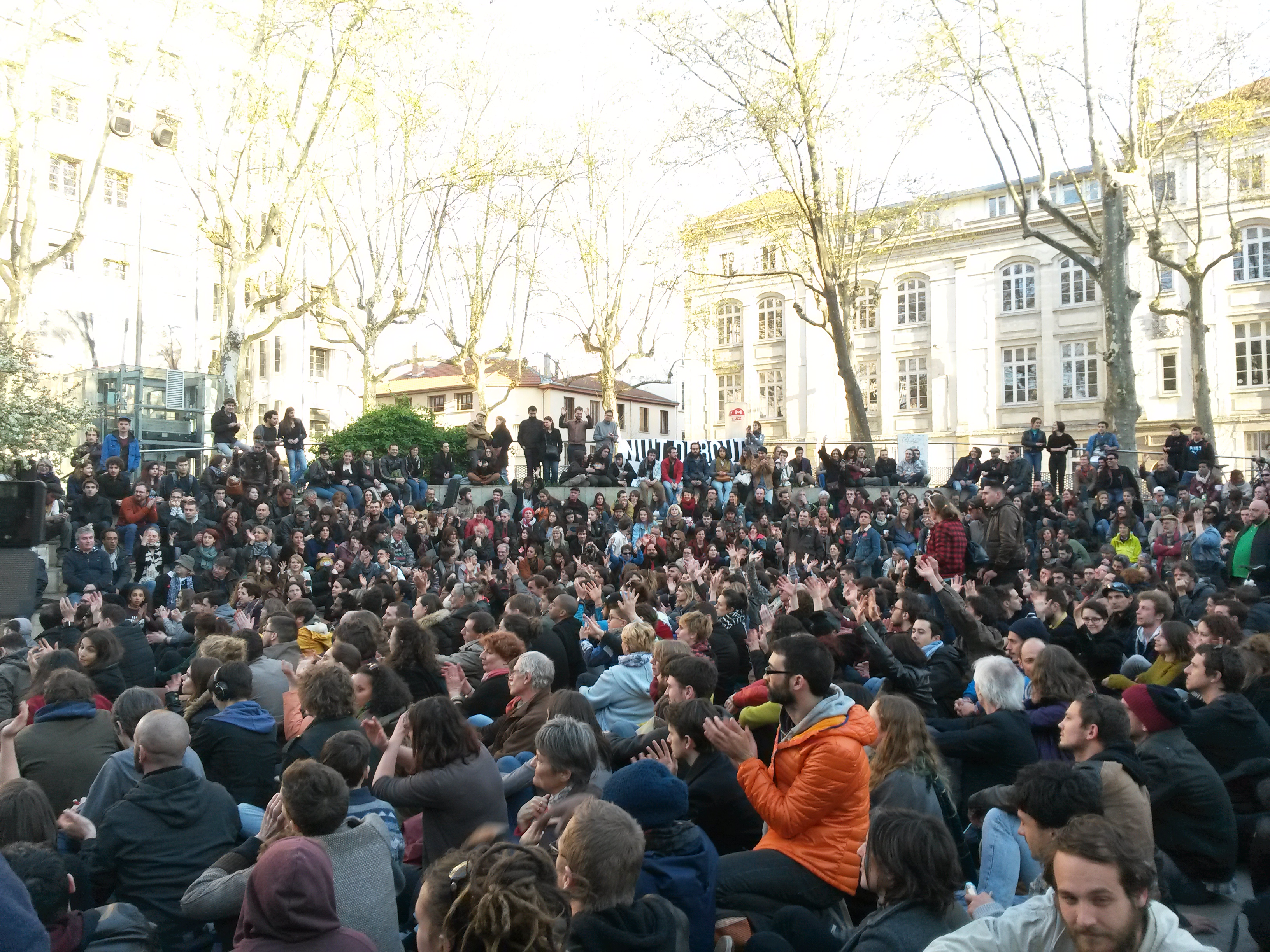
À Lyon.
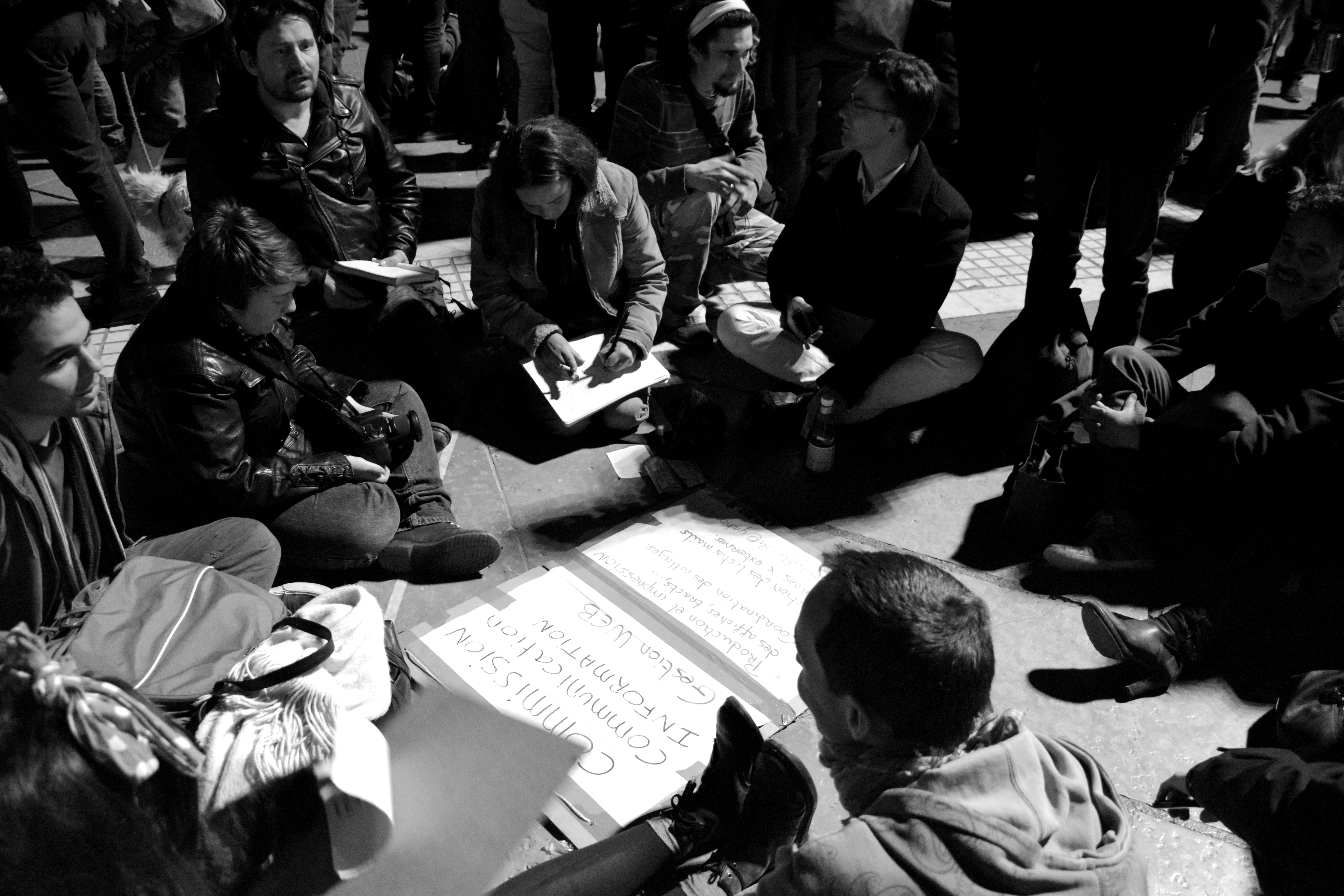
À Montpellier.

#### France d'outre-mer
Le mouvement est également représenté en France d'outre-mer :
- En Guadeloupe (à partir du 9 avril à Pointe-à-Pitre[377]) ;
- À La Réunion (à partir du 8 avril à Saint-Denis[378] ; le 12 avril à Saint-Leu[379] ; le 16 avril à La Possession[379]).

### En Belgique
Hors de France, c'est en Belgique que le mouvement a pris le plus d'ampleur ; notamment à Bruxelles à partir du 7 avril (place des Barricades puis mont des Arts),.
Les premières Nuit debout se tiennent le 9 avril 2016 à Liège,, le 12 avril à Namur, le 16 avril à Charleroi et Mons,, le 17 avril à Tournai, le 21 avril à Louvain-la-Neuve.
En Région flamande, la première Nuit debout se tient le 14 avril 2016, à Gand,.

### Autres pays

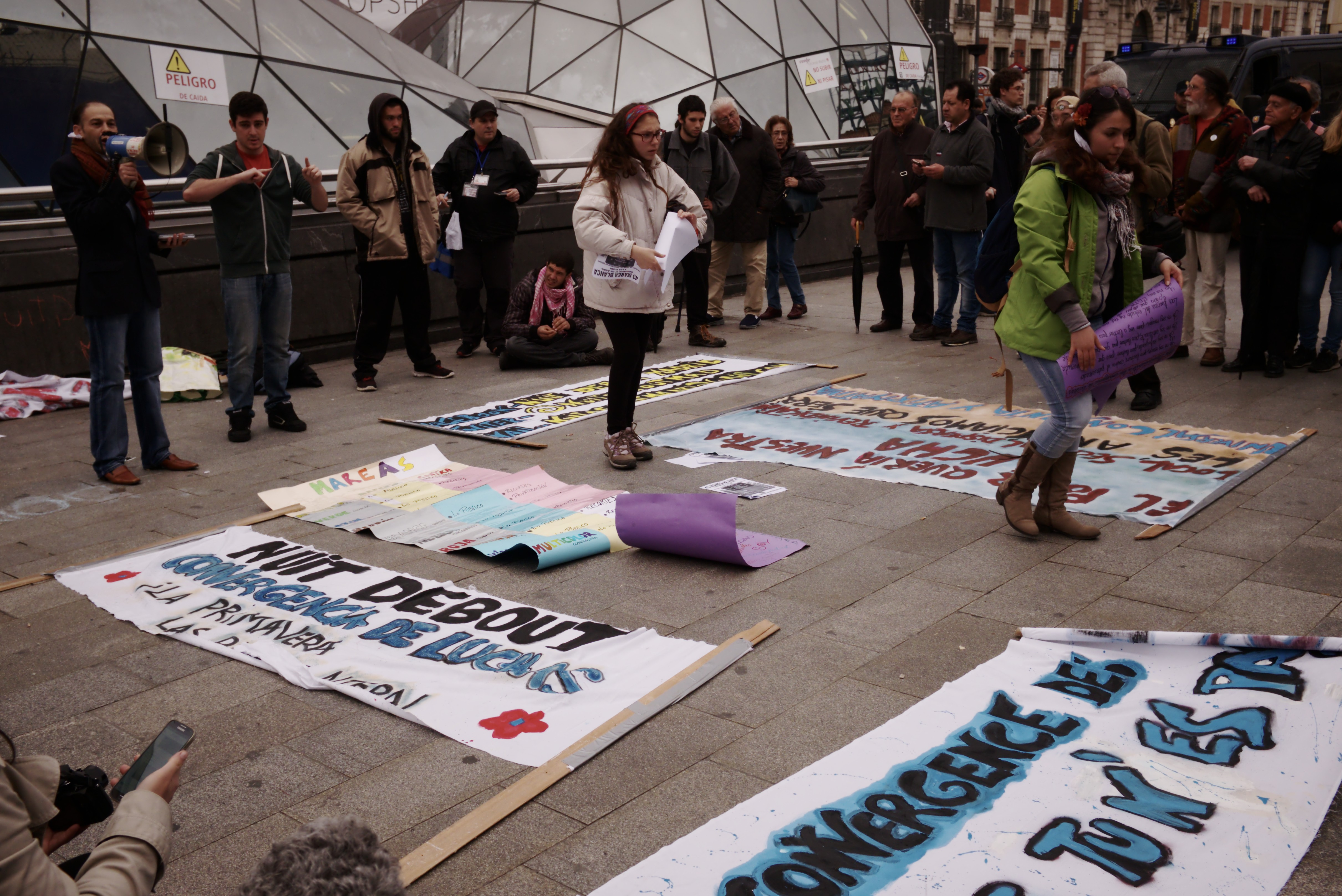
Nuit debout à Madrid.

Le mouvement apparaît en Allemagne à Berlin où une soixantaine de personnes se sont réunies, et à partir du 17 avril à Leipzig, manifestation qui a réuni une cinquantaine de personnes,.
Le 9 avril, le mouvement s'exporte au Portugal, dans sa capitale Lisbonne. Et en Espagne, symboliquement, il atteint Madrid, point de départ du Mouvement des Indignés en 2011, puis Valence, Saragosse, Tarragone, Murcie, Barcelone.
Le 14 avril 2016, Nuit debout se tient pour la première fois aux Pays-Bas, à Amsterdam où quelques personnes se sont réunies, et le 15 avril 2016 à Luxembourg.
Le 22 avril 2016, Nuit debout s'exporte vers l'autre côté de l'Atlantique, au Québec, à Montréal où environ 200 personnes se sont rassemblées.
Le 11 juin, des jeunes Congolais essayent d'importer Nuit debout à Kinshasa, mais l'événement ne réunit que quelques dizaines de personnes et est dispersé par la police. 5 manifestants sont arrêtés, et tous relâchés dans la soirée ou le lendemain.

### Global Debout

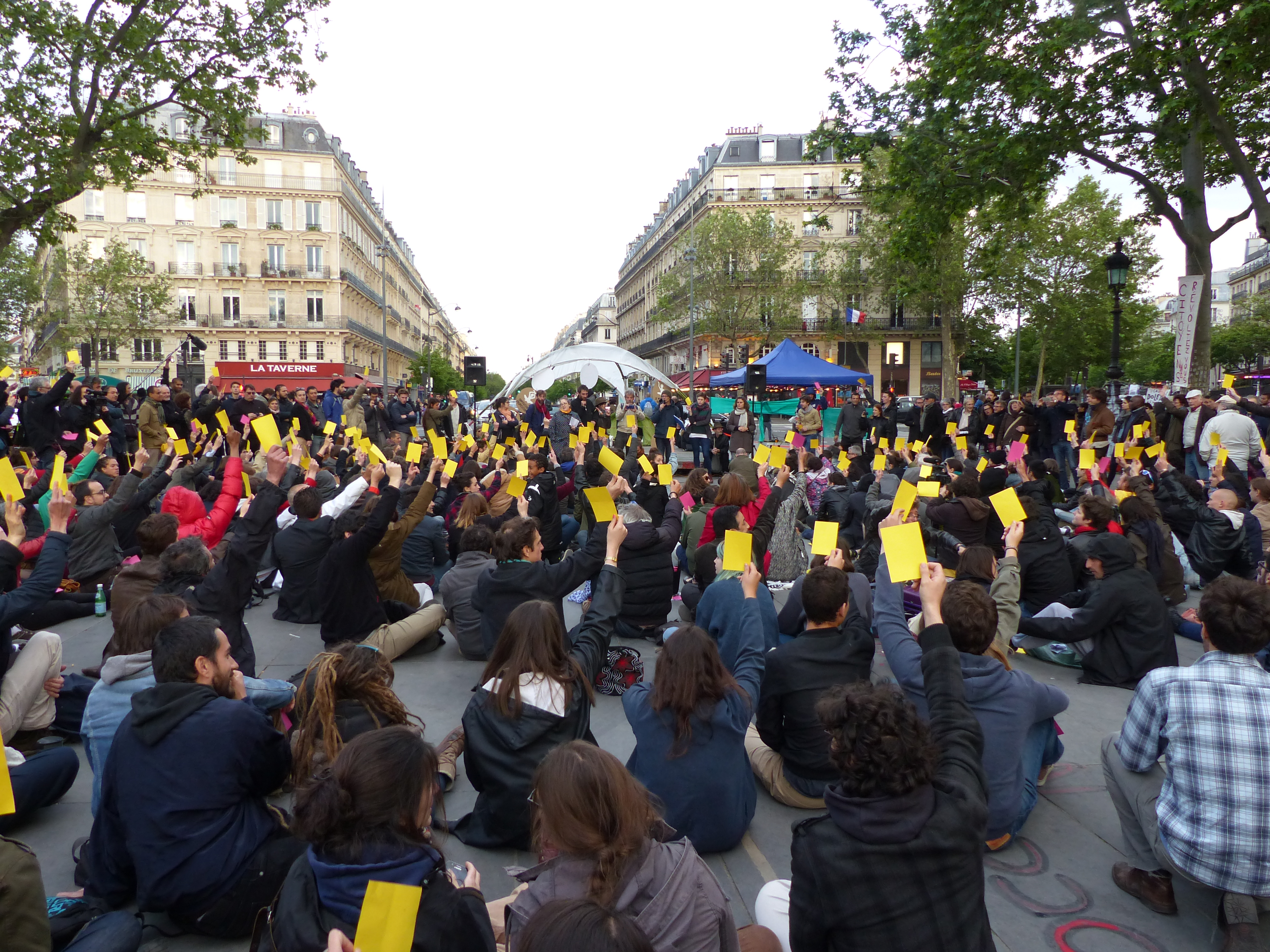
Global Debout à Paris

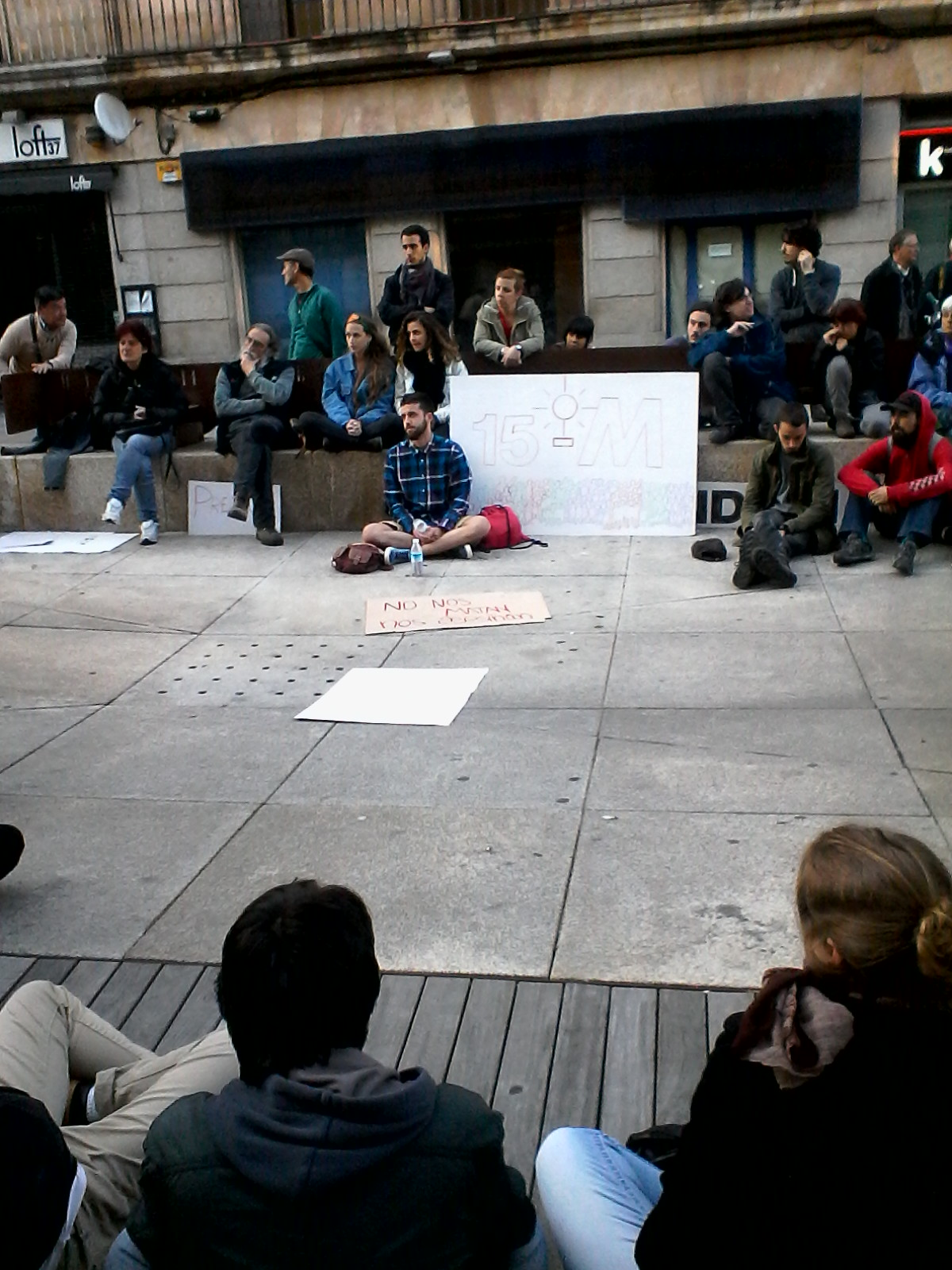
Assemblée générale à Salamanque en Espagne, dans le cadre de Global Debout.

Les 7 et 8 mai 2016, Nuit debout en France appelle, par un texte traduit en huit langues à internationaliser le mouvement le 15 mai (« 76 mars ») en occupant des places partout dans le monde. Cette date a l'avantage d'être fériée dans plusieurs pays (Dimanche de Pentecôte), et correspond symboliquement au cinquième anniversaire du Mouvement des Indignés.
Cet appel est suivi en Espagne, avec des rassemblements de plusieurs milliers de personnes à Madrid,, et environ 1 200 à Barcelone.
Au total, des manifestations sont organisées dans 300 villes en France, et 130 autres villes réparties dans 28 pays,, mais en dehors de Madrid, Paris et Barcelone, les rassemblements restent de taille modeste, voire très modeste.
Quelques chiffres :
- Entre 1 500 et 2 000 personnes à Paris[406] ;
- Entre 200[406] et 600[404] à Toulouse ;
- 150 personnes à Bruxelles[406] ;
- Une centaine de personnes à Genève[408] ;
- Moins d'une vingtaine de personnes à Marseille[406].

## Littérature
Dans Chants d'utopie, premier cycle de Brice Bonfanti, le chant XVIII du livre 1 est consacré à Laylâ (la nuit, en arabe), une Nuit Debout rêvée, mêlant l'hégéliano-marxisme à l'alchimie, d'inspiration aussi zapatiste, sous le titre : Nous sommes ce que nous ne sommes pas encore.